# Schweinfurt Hauptbahnhof
Der Schweinfurter Hauptbahnhof (abgekürzt: Schweinfurt Hbf) ist der größte Bahnhof Schweinfurts. Der Bahnhof liegt auf Oberndorfer Gemarkung und wurde 1874 als Hauptpersonen-, Güter und Rangierbahnhof eröffnet. Er hieß bis 1893 Bahnhof Oberndorf-Schweinfurt, danach bis 1903/1904 Centralbahnhof Schweinfurt und seitdem Schweinfurt Hauptbahnhof.
Er ist neben dem Bahnhof Schweinfurt Stadt und dem Haltepunkt Schweinfurt Mitte einer von drei betrieblich genutzten Bahnstationen für den Personenverkehr der Stadt, der täglich etwa 7.000 Reisende zählt und im Gebiet des Verkehrsverbunds Nahverkehr Mainfranken liegt. Er besteht aus einem kombinierten Durchgangs- und Kopfbahnhof. Im südlichen Bereich der Gleisanlagen befindet sich heute der einzige Güterbahnhof Mainfrankens, mit dem einzigen Containerterminal Unterfrankens.
Die wechselvolle Geschichte des Bahnhofs widerspiegelt die deutsche Geschichte seit der Reichsgründung, mit einem Boom in der Gründerzeit und den 1930er Jahren, dem Zweiten Weltkrieg, der deutscher Teilung und Wiedervereinigung. Bis zur Teilung des Landes verkehrten Schnellzüge zwischen Berlin und Stuttgart über Schweinfurt, wo ein Fahrtrichtungswechsel notwendig war; mit Kurswagen bestanden Verbindungen bis in die Schweiz und nach Italien. 1939 liefen hier sieben Schnellzug-Linien zusammen. Nach dem Zweiten Weltkrieg verblieben in Schweinfurt als Angebot im Schienenpersonenfernverkehr lediglich Zugläufe in Ost-West-Richtung zwischen Hof (Saale) und Südwestdeutschland. Nach der Wiedervereinigung und dem Wiederaufbau der durchgehenden Bahnstrecke Schweinfurt–Meiningen richteten die Deutsche Bundesbahn und die Deutsche Reichsbahn neue Fernverkehrsangebote in Nord-Süd-Richtung ein, die 2001 wieder eingestellt wurden.
Im Gegensatz zum Personenverkehr nahm beim Güterverkehr die Bedeutung des Hauptbahnhofs zu. Täglich werden die Seehäfen Hamburg und Bremerhaven bedient. Das Erscheinungsbild des heutigen Empfangsgebäudes und des Bahnhofsplatzes gelten als Schandfleck, was öfters kritisiert wurde.

## Lage

### Lage im Stadtgebiet

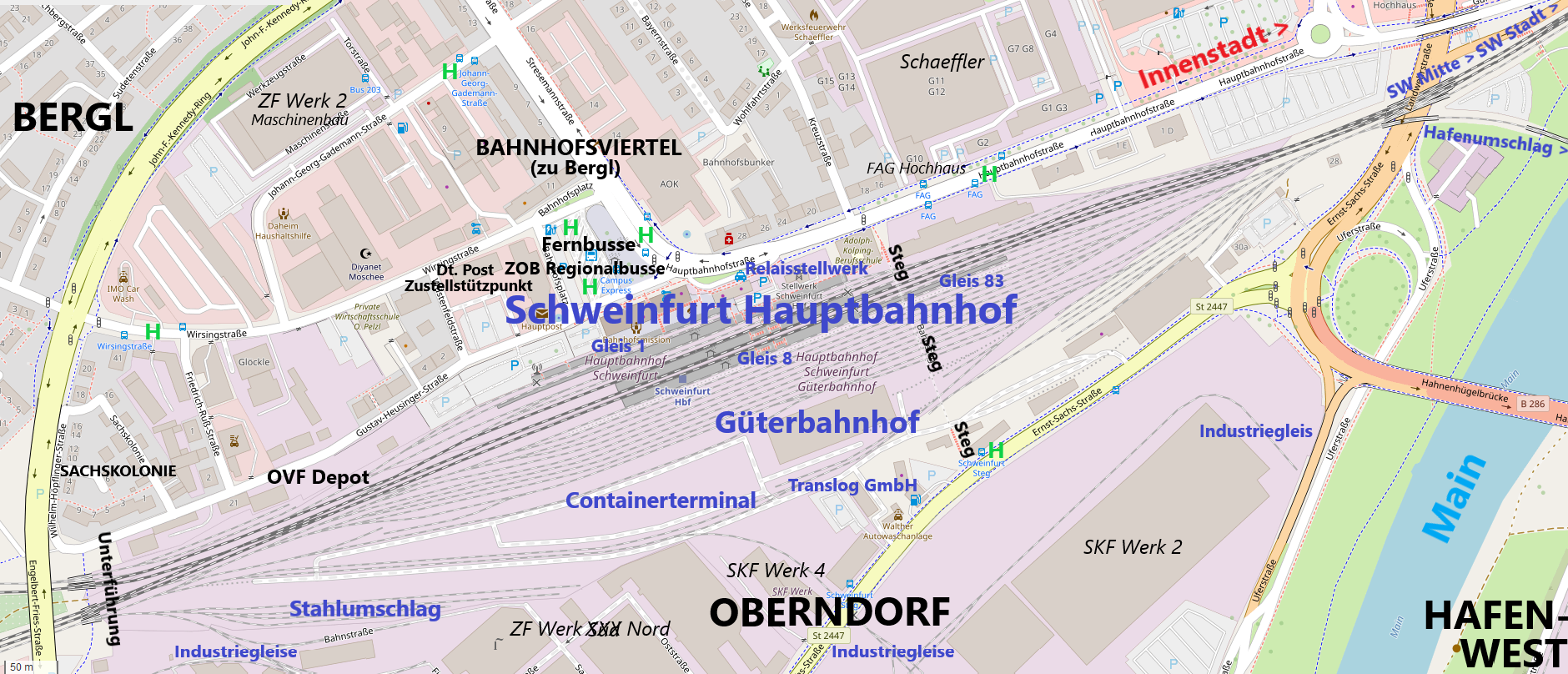
Schweinfurt Hauptbahnhof, Lageplan

Der Hauptbahnhof liegt relativ weit vom Stadtzentrum entfernt, im Stadtteil Oberndorf. Der Bahnhof befindet sich 1,6 km (Luftlinie) südwestlich vom Zentralen Omnibusbahnhof der Stadtbusse am Roßmarkt, dem Mittelpunkt der Innenstadt. Die Entfernung zum (Haupt)Markt in der weiter östlich gelegenen Altstadt beträgt ca. 2 km. Der relativ weit von der Innenstadt entfernte Standort des Hauptbahnhofs wurde in den 1870er Jahren gewählt, damit er auch als Güterverkehrszentrum für zukünftige Industrieansiedlungen dienen kann (siehe: Geschichte), weshalb er heute fast komplett von Großindustrie umgeben wird.
Das Empfangsgebäude liegt nördlich der bis zu 230 Meter breiten Gleisanlagen am Bahnhofsplatz und der Hauptbahnhofstraße (nicht zu verwechseln mit der Alten Bahnhofstraße am Stadtbahnhof).
Siehe auch: Straßenverkehr

### Umgebende Personen-, Güter- und Busbahnhöfe (ZOB)
| Bahnhof Oberwerrn Ehem. US Terminal Conn Barracks | Hauptbahnhof Nord: ZOB Bahnhofsplatz (Regional- und Fernbusse) | Bahnhof Schweinfurt Stadt Haltepunkt Schweinfurt Mitte ZOB Roßmarkt (Stadtbusse) |
|                                                   | Kompassrose, die auf Nachbargemeinden zeigt                    | Bahnhof Schweinfurt Sennfeld ¹                                                   |
| Güterbahnhof Bergrheinfeld Bahnhof Waigolshausen  | Hauptbahnhof Süd: Güterbahnhof Schweinfurt                     | Güterumschlag Hafen Schweinfurt                                                  |

¹ derzeit nur Güterverkehr

## Geschichte

### Königreich Bayern und Weimarer Republik

#### Hauptbahnhof

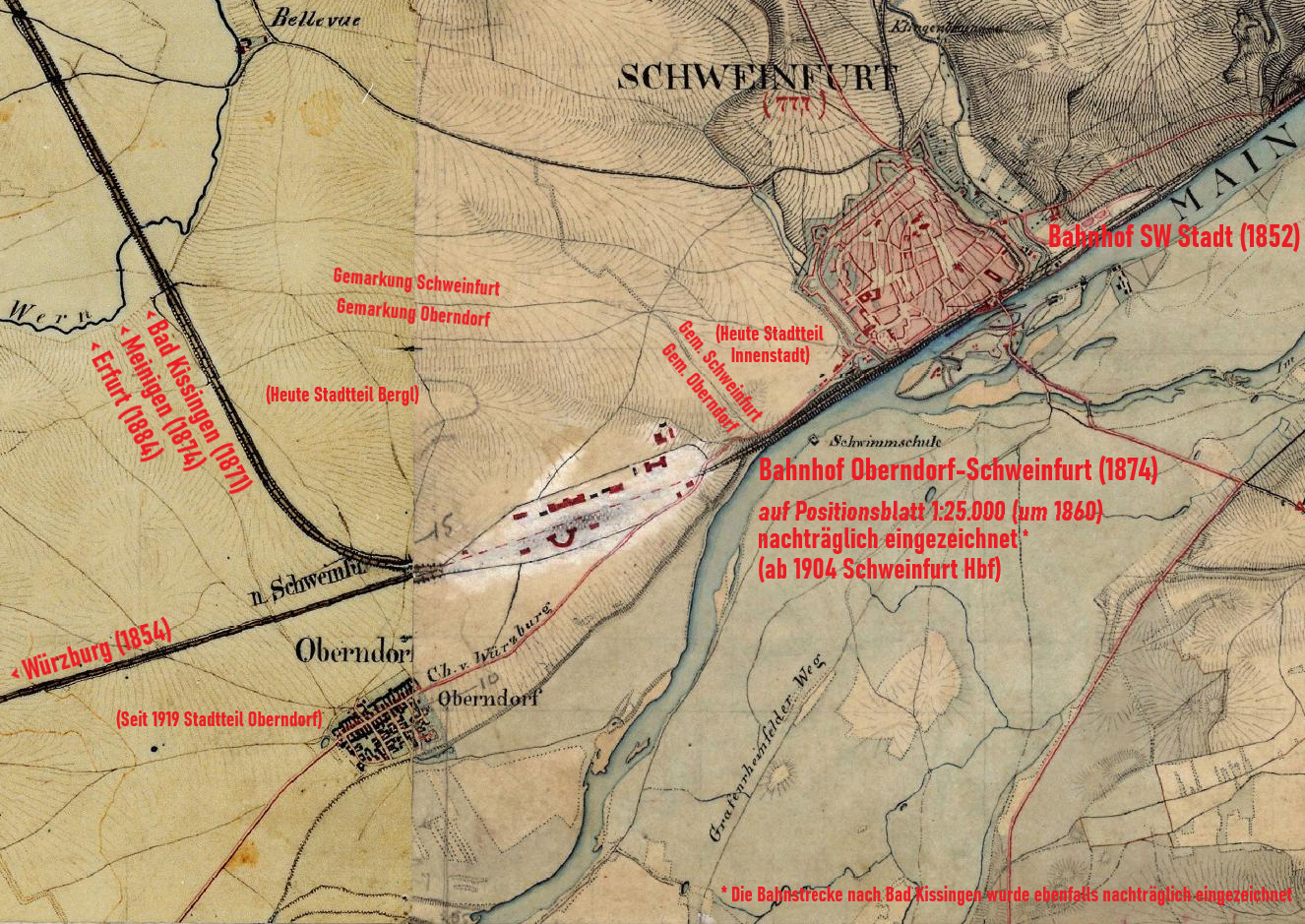
Bayerische Urpositionsblätter Oberndorf-Schweinfurt (um 1860)

1852 erfolgte mit dem ersten Schweinfurter Bahnhof, dem Stadtbahnhof mit Güterbahnhof bei der Eröffnung der Ludwigs-Westbahn von Bamberg der Anschluss Schweinfurts ans Eisenbahnnetz. Die Bahnstrecke wurde 1854 nach Würzburg weitergebaut. Mit dem Bau der Linien nach Bad Kissingen (1871) und Meiningen (1874) wurde Schweinfurt Eisenbahnknotenpunkt.
Ende Mai 1874 begann der Bau des Rangier- und Zentralbahnhofs in 2,44 km Entfernung vom ersten Schweinfurter Bahnhof (heutiger Stadtbahnhof) und der 1,82 km entfernten Stadtmitte mit dem Rathaus. Am 15. Dezember 1874 wurde der Personen- und Güterhauptbahnhof eröffnet, zunächst mit einem Ringlokschuppen auf der Südseite, ein zweiter kam später hinzu. Zeitgleich mit dem Bahnhof wurde die Bahnstrecke Ebenhausen – Meiningen in Betrieb genommen. Da der Bahnhof zu Oberndorf gehörte, das damals noch eine selbständige Gemeinde war, war seine Bezeichnung zunächst Bahnhof Oberndorf-Schweinfurt. Als die Stadt kaum über die mittelalterlichen Mauern hinausgewachsen war, wurde der Standort des neuen Bahnhofs inmitten von Feldern gewählt, um möglichst viel Raum für die erwartete Industrialisierung um den Bahnhof freizuhalten. Diese Industrieansiedlungen wurden bis Ende der 1930er Jahre verwirklicht.
Das ebenfalls 1874 eröffnete Empfangsgebäude stand unmittelbar östlich des heutigen Gebäudes und wurde im Zweiten Weltkrieg zerstört. Es war ein ca. 150 m langes, großstädtisches Empfangsgebäude als wuchtige, langgezogene, zweiflügelige Anlage aus Naturstein mit dem Haupteingang in der Mitte und einem West- und einem Ostflügel. Das Restaurant 1. Klasse im Ostflügel war ein mondäner Saal im Stile eines Grandhotels mit Wirtschaftsterrasse und auch beim Schweinfurter Bürgertum beliebt.

Hauptbahnhof um 1900
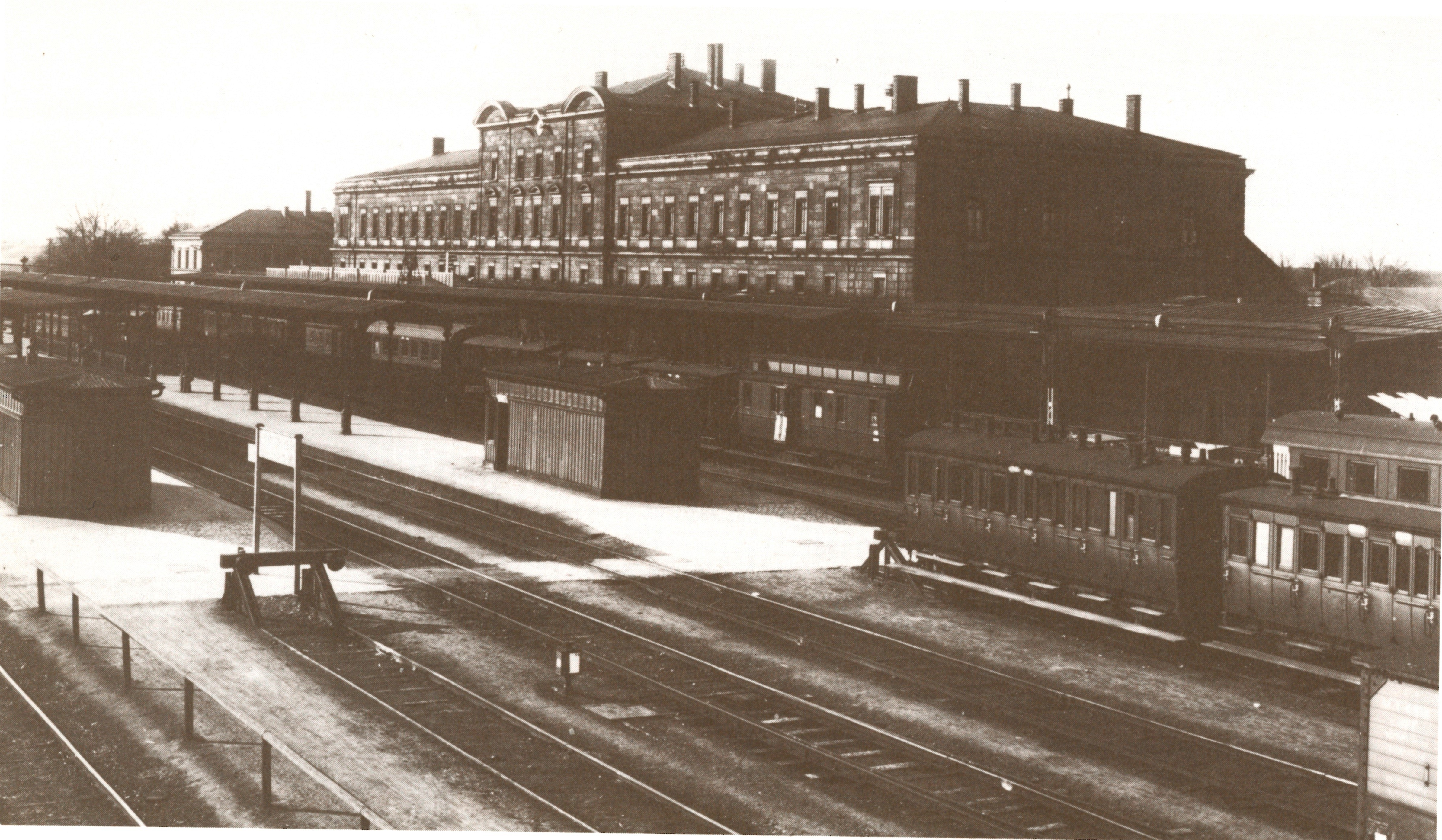
Hauptbahnhof um 1903. Das Empfangsgebäude wurde 1943 zerstört und um 1950 weiter westlich neu erbaut
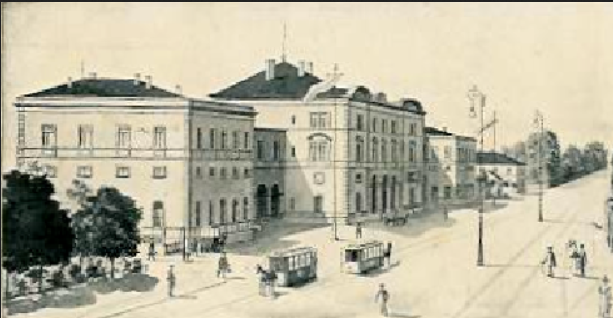
Hauptbahnhofstraße mit der Schweinfurter Straßenbahn (Pferdebahn)
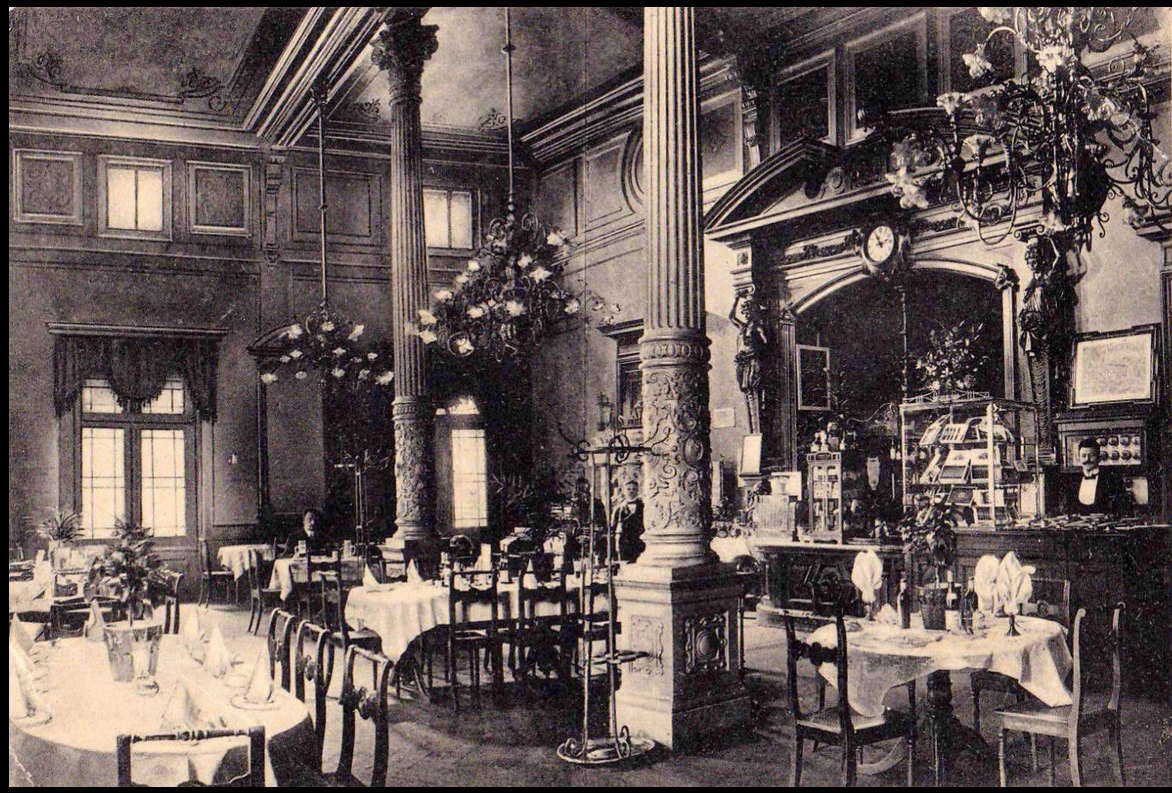
Restaurant 1. und 2. Klasse
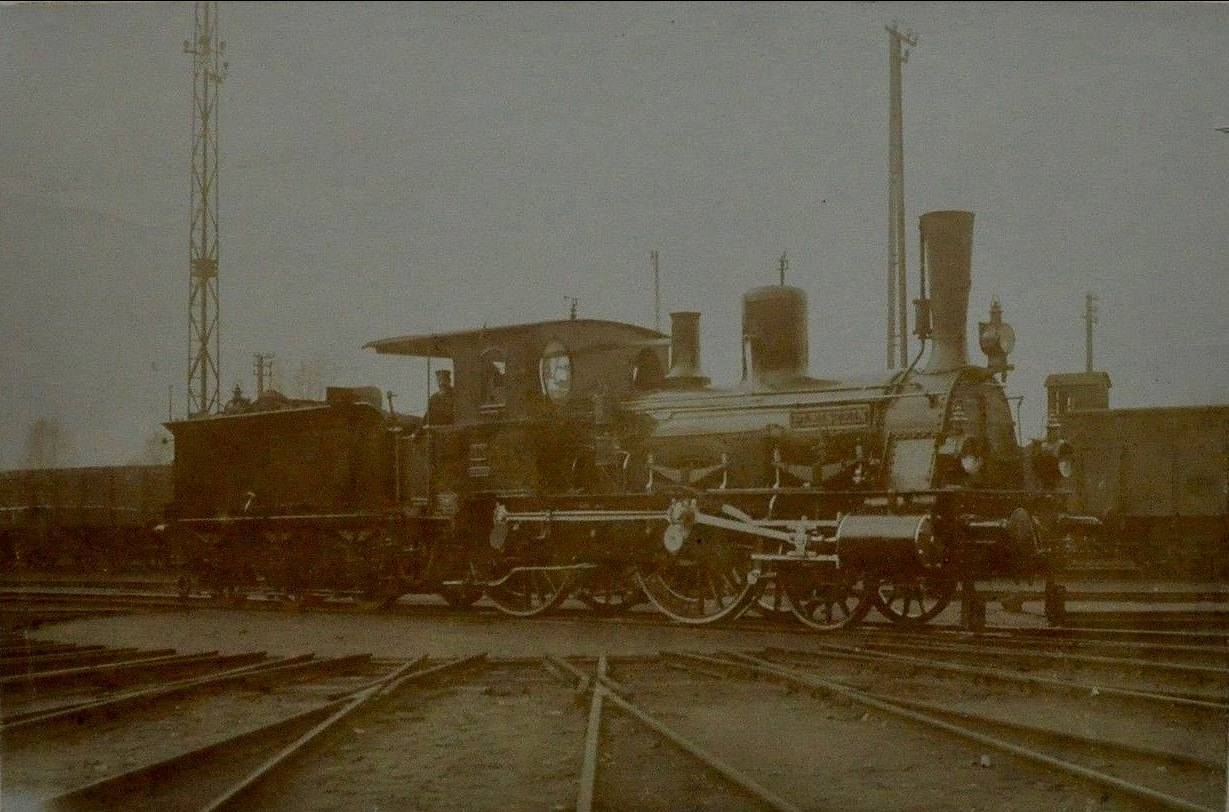
Drehscheibe am Ringlokschuppen 1903

1877 wurde 200 m östlich des damaligen Empfangsgebäudes das Bahnbetriebsamt eröffnet. Am 22. Juli 1886 fegte ein Orkan über die Stadt, der schweren Schaden anrichtete und die Dächer aller Bahnsteige abriss. 1889 wurde am östlichen Ende der Bahnhofs-Gleisanlagen die Unterführung-Ost (heutige B 286) erbaut. Die relativ große Entfernung vom Hauptbahnhof zur Innenstadt wurde von 1895 bis 1921 mit der ersten kommunalen Straßenbahn Bayerns, der Straßenbahn Schweinfurt, einer Pferdebahn mit einem Straßenbahndepot am Unteren Wall, überbrückt. 1898 wurde im Bahnhof die elektrische Beleuchtung eingeführt. Seit der Eingemeindung Oberndorfs 1919 befindet sich der Hauptbahnhof auf Schweinfurter Stadtgebiet. 1926 eröffnete die Diakonie Schweinfurt die Bahnhofsmission.
- Hauptbahnhof Nord- und Südseite

"Hauptbahnhof
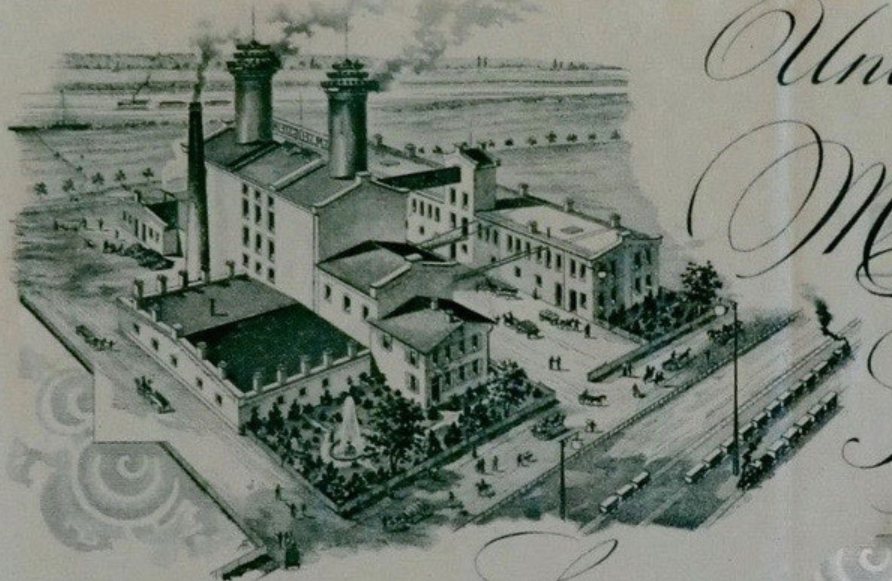
Hauptbahnhof-Nordseite um 1900. Malzfabrik Seligstein. Heute ist hier der Parkplatz des Kaufland Einkaufszentrums
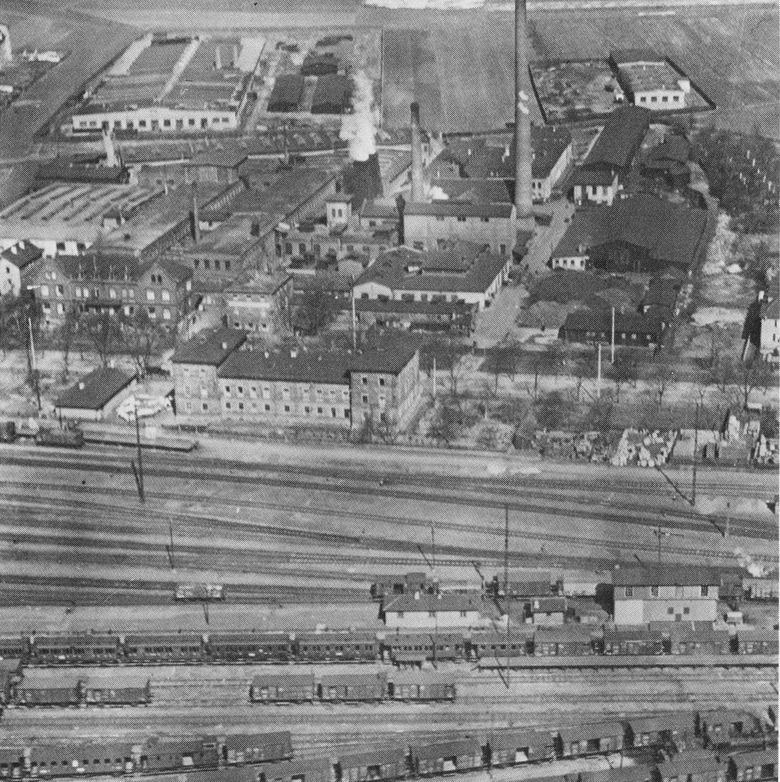
Hauptbahnhof-Nordseite 1920er Jahre. Bahnbetriebsamt und Fa. Kugelfischer
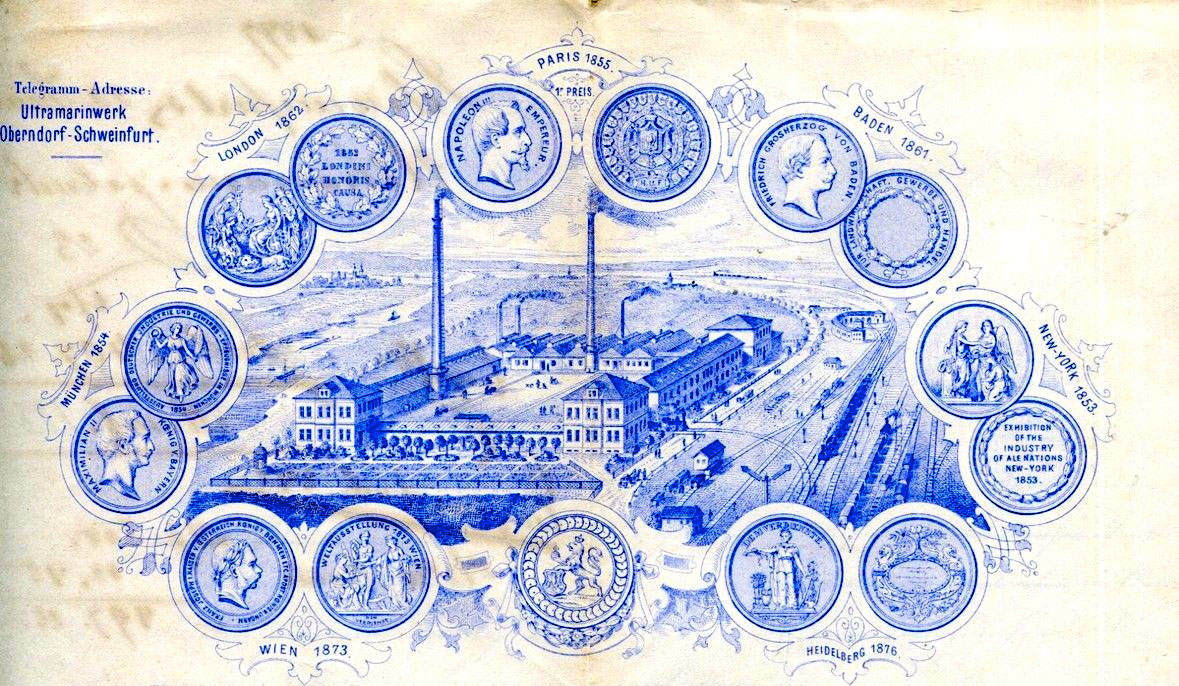
Hauptbahnhof-Südseite um 1880. Vereinigte Ultramarinfabriken an heutiger Ernst-Sachs-Straße. Hinten rechts der erste Ringlokschuppen von 1874, links der Main und hinten, rechts der Schornsteine, der alte Ortskern von Oberndorf.

#### Umgebung des Hauptbahnhofs
Als nördliches Pendant zum südlich des Bahnhofs gelegenen Industriegebiet entstand nördlich entlang der Hauptbahnhofstraße ein weiteres großes Industriegebiet (Malzfabrik und Kugelfischer), dem nach Norden topografisch keine Grenzen gesetzt waren. Auf Höhe des Bahnhofs wurde nördlich der Straße eine gründerzeitliche Häuserzeile mit zwei Hotels (Bahnhof-Hotel Wetterich und Bayerischer Hof) errichtet.

Hauptbahnhofstraße
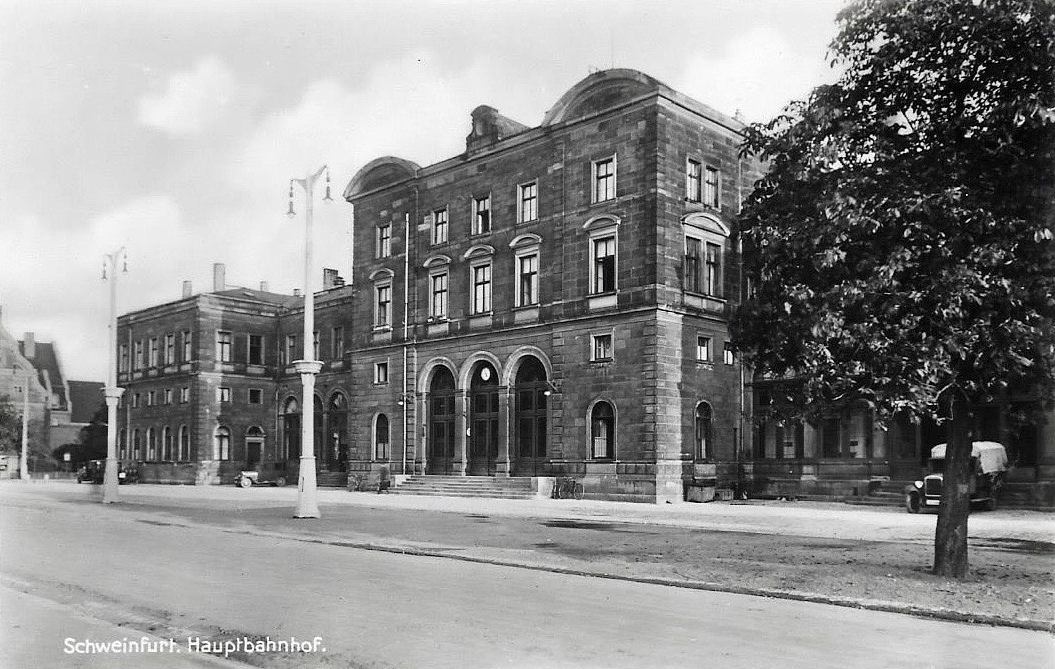
Eingangsportal des Hauptbahnhofs um die 1920er Jahre
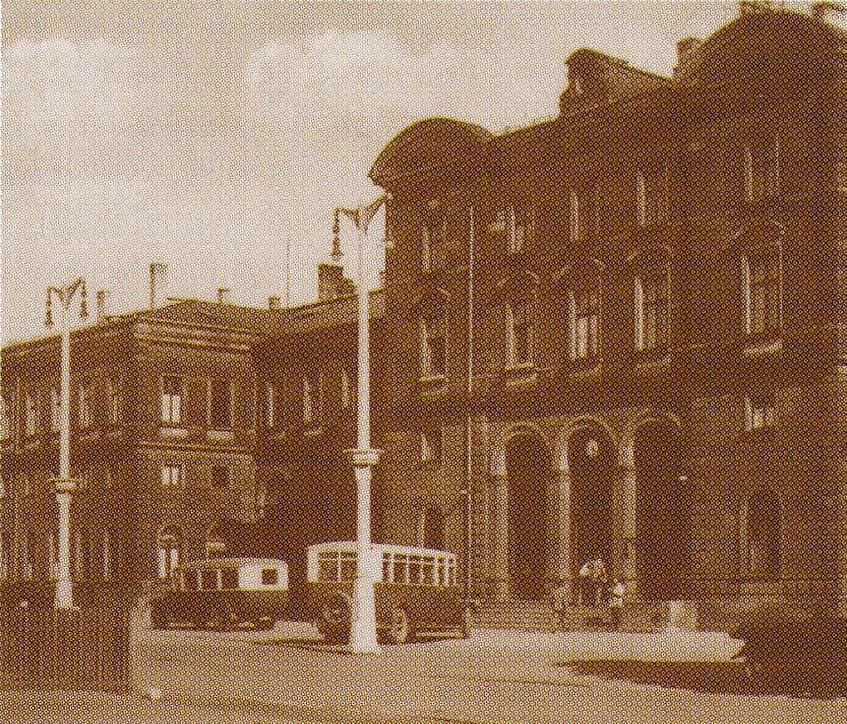
Stadtbusse im Jahre 1926, die den 1921 eingestellten Straßenbahnbetrieb ersetzten
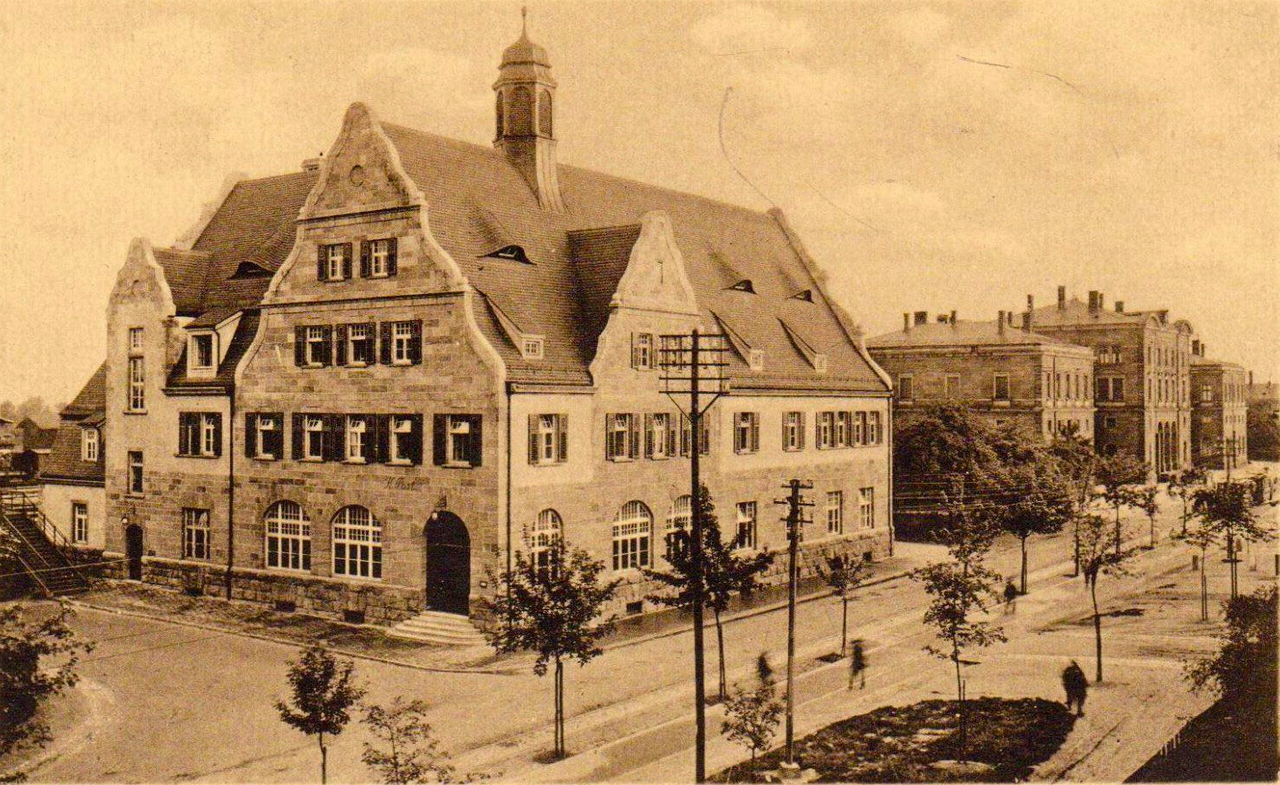
Postamt am Hauptbahnhof um 1910
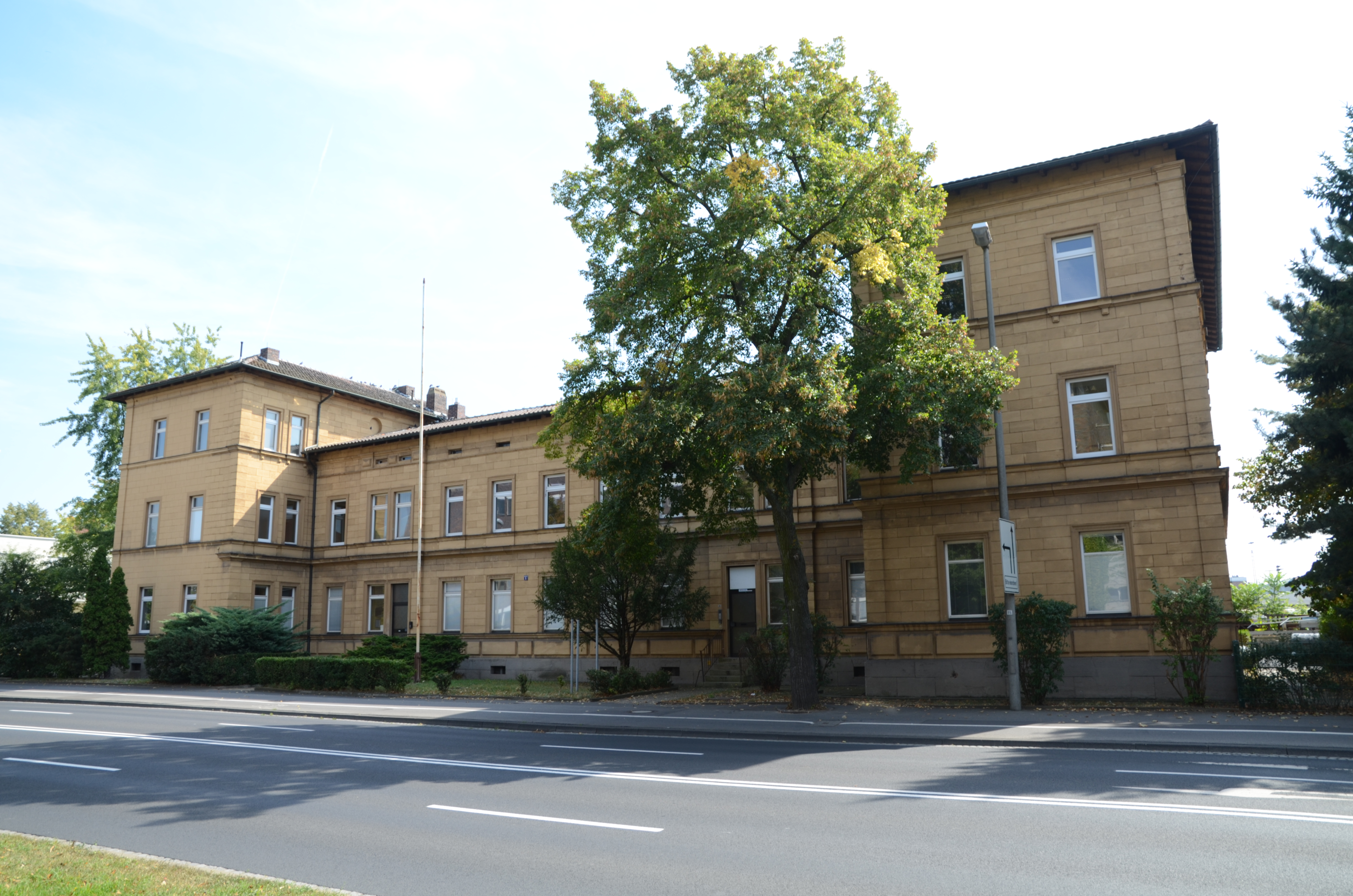
Ehemaliges Bahnbetriebsamt von 1877 (Foto von 2012)

Siehe auch: Bergl, Bahnhofsviertel

#### Ludwigsvorstadt

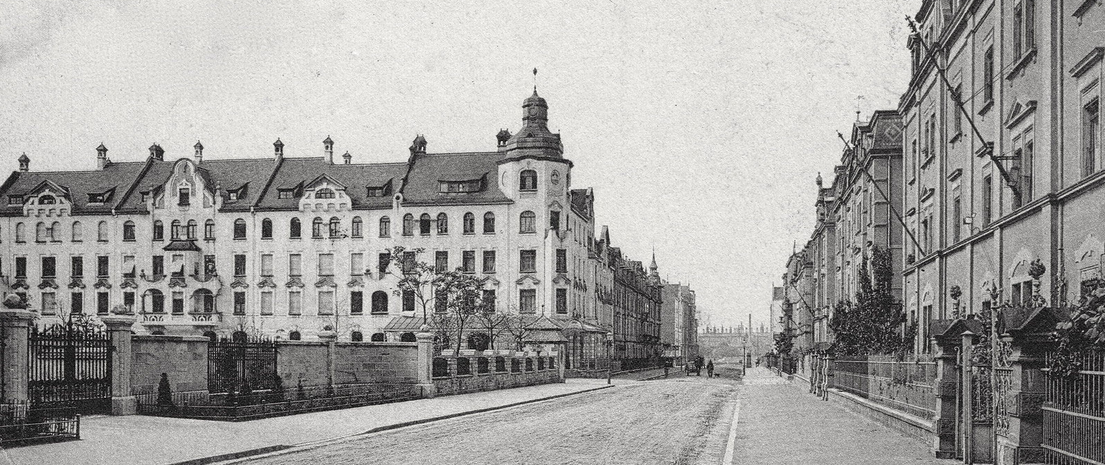
Luitpoldstraße, Prachtstraße zum Hauptbahnhof durch die Ludwigsvorstadt, vor 1908

Als Bindeglied zwischen der Altstadt und dem mit 1,5 Kilometer außergewöhnlich weit entfernten Hauptbahnhof wurde ab 1897 die Ludwigsvorstadt aufgebaut. Ein Gründerzeitviertel und typisches Westend mit der Luitpoldstraße, die als Prachtstraße in die ebenfalls neu angelegte Hauptbahnhofstraße mündete. Der Name Luitpoldstraße ist in Bayern ein häufiger Name für Bahnhofstraßen, da zu Zeiten von Prinzregent Luitpold die gründerzeitlichen Bahnhofsviertel errichtet wurden. Um die weite Entfernung von der Innenstadt zu überbrücken wurde die erste kommunale Straßenbahn Bayerns gegründet, die Straßenbahn Schweinfurt. Aus Kostengründen wurde sie nicht elektrifiziert, sondern als Pferdebahn betrieben. Die eingleisige Bahn in Normalspur führte von der Innenstadt über die Chaussee nach Werneck (heute Gunnar-Wester-Straße) zur Hauptbahnhofstraße.

### 1930er Jahre

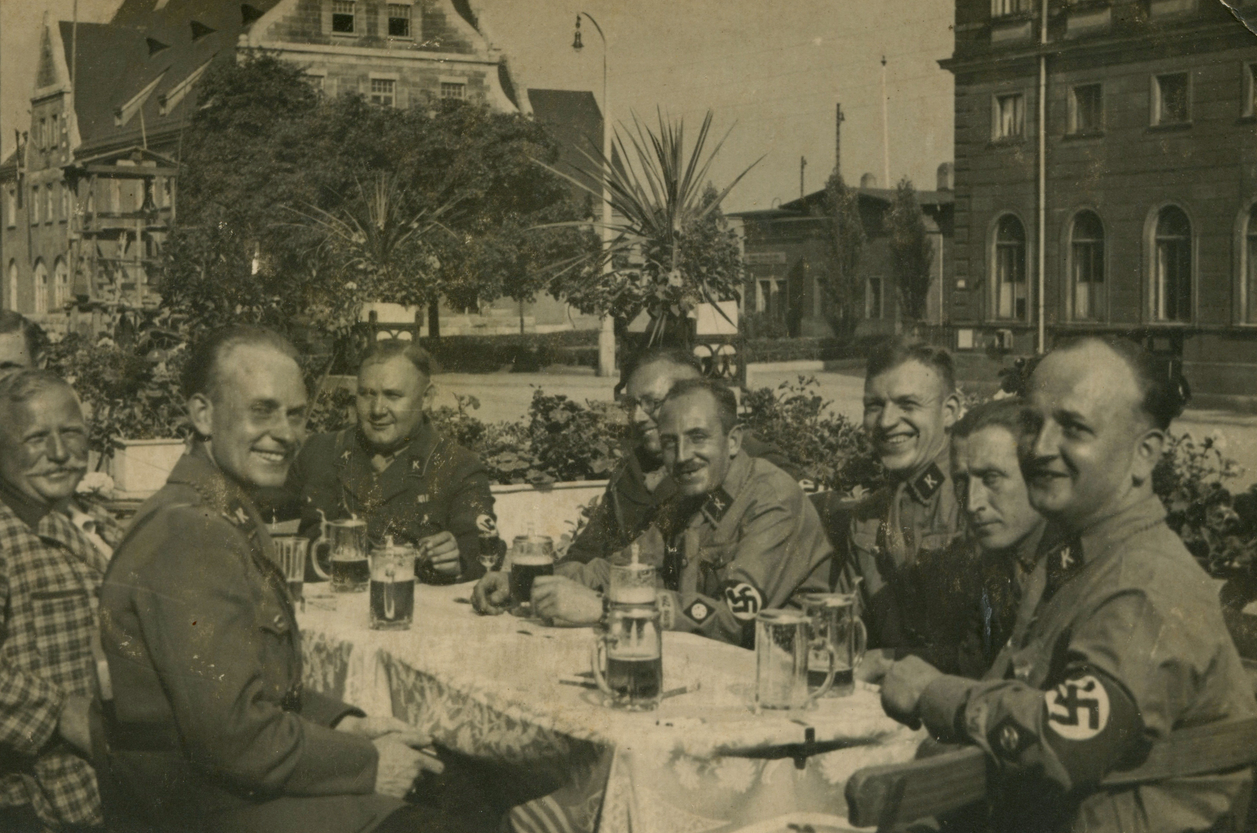
Bahnhofsumfeld mit hoher Aufenthaltsqualität 1938. Hotelterrasse Bayerischer Hof, rechts Hauptbahnhof, links Postamt und Kübelpalmen

In der Zeit vor dem Zweiten Weltkrieg lag der Hauptbahnhof an der Schnellzugstrecke zwischen Stuttgart und Berlin. Der Sommerfahrplan 1939 verzeichnete folgende D-Zugpaare:
- D 9/10 Konstanz/Singen – Stuttgart – Schweinfurt – Berlin Anhalter Bahnhof
- D 11/12 Tübingen/Stuttgart – Schweinfurt – Berlin Anhalter Bahnhof
- D 13/14 Rom – Schaffhausen – Stuttgart – Schweinfurt – Halle – Berlin Anhalter Bahnhof
- D 15/16 Stuttgart – Schweinfurt – Halle – Berlin Anhalter Bahnhof
- FD 7/8 Stuttgart – Schweinfurt – Leipzig – Berlin Anhalter Bahnhof

Dazu kamen Kurswagenläufe, u. a. von Hamburg, Mailand, Genua (–Ventimiglia) und Neapel.
In Ost-West-Richtung verkehrten Schnellzüge zwischen Zielen in Südwestdeutschland sowie in Sachsen und Schlesien. Das Kursbuch für Sommer 1939 listet folgende Verbindungen auf:
- D 115/116 Saarbrücken – Mannheim – Würzburg – Schweinfurt – Bamberg – Hof (u. a. mit Kurswagen von/nach Dresden)
- D 122/123 Schweinfurt – Bamberg – Hof – Dresden (u. a. mit Kurswagen von/nach Saarbrücken und Bad Kissingen)

### Zweiter Weltkrieg

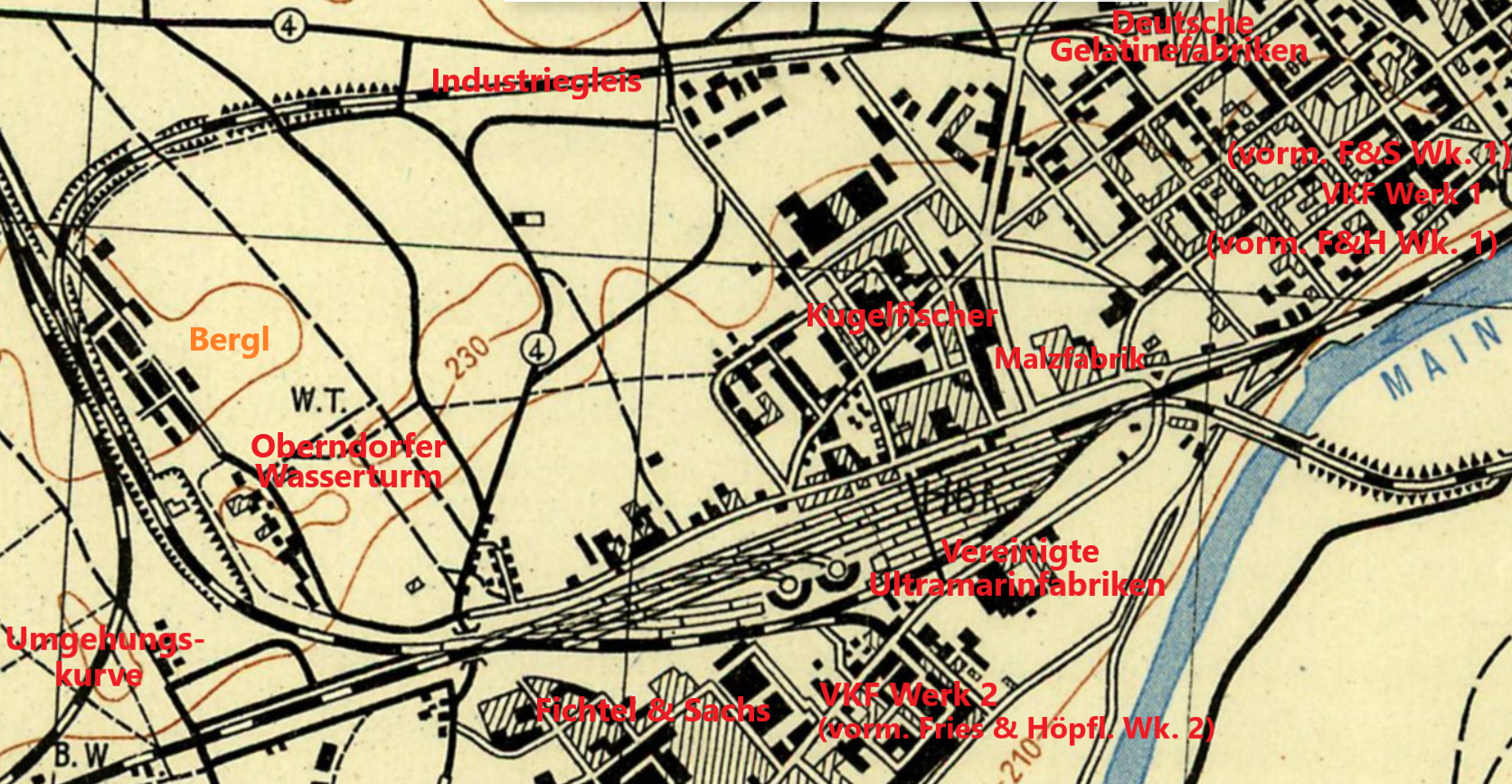
Stadtplan nach 1943 mit Umgehungskurve (Gleisdreieck) und Industrie um den Hauptbahnhof

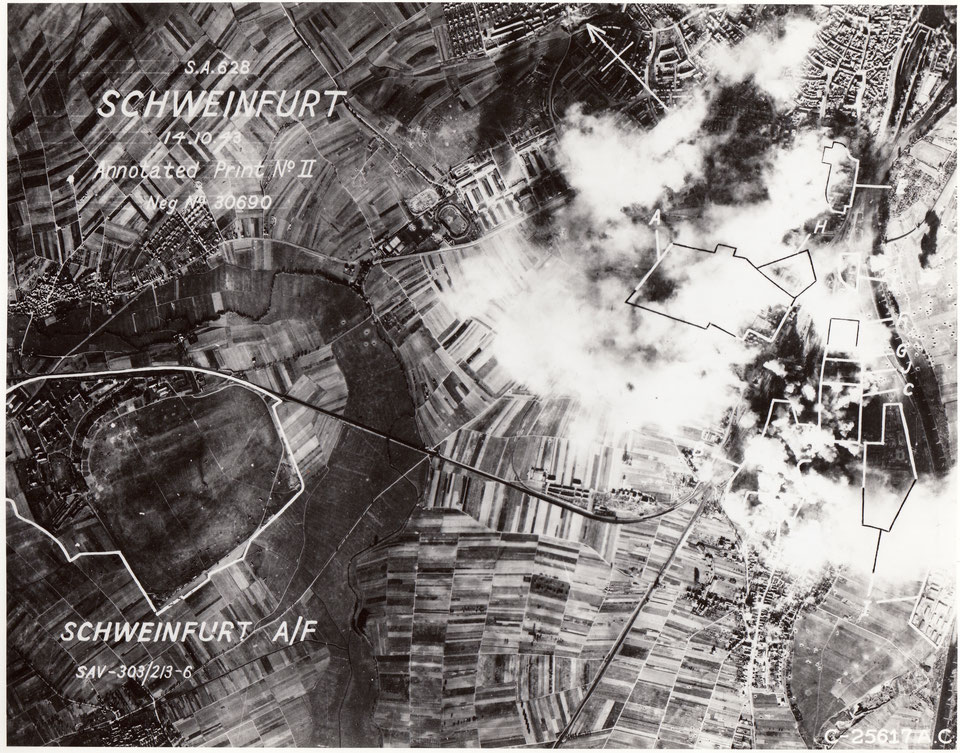
Luftangriff auf Großfirmen (rechts, umrandet) um den Hauptbahnhof am 14. Oktober 1943. Größte Luftniederlage der amerikanischen Geschichte (Black Thursday)

Die örtliche kriegswichtige Wälzlagerindustrie war eine Schlüsselindustrie für den Panzer- und Flugzeugbau. Deshalb hatte die Stadt die beste Luftverteidigung Deutschlands. Der zweite Großangriff auf Schweinfurt am 14. Oktober 1943 führte die Amerikaner in die größte Luftniederlage ihrer Geschichte (Black Thursday) (siehe: Schweinfurt, Nationalsozialismus). Trotzdem wurde das große Areal des Hauptpersonen- und Güterbahnhofs bis Kriegsende stark zerstört, da es unmittelbar zwischen der Großindustrie lag, worauf sich die amerikanischen Tagesangriffe zielgenau konzentrierten.
Die Fernverbindung Stockholm–Italien wurde mit Kriegsbeginn eingestellt, war aber zwischen Berlin und dem Elsass mit dem Lokstützpunkt Schweinfurt militärstrategisch wichtig. Das Empfangsgebäude wurde beim ersten Luftangriff auf die Stadt am 17. August 1943 bis auf die Außenmauern zerstört. Unweit nördlich des Empfangsgebäudes wurde 1942 der sogenannte Bahnhofsbunker errichtet, der heute noch bestehende Hochbunker A 10 Kirrdorfstraße (heute: Wohlfahrtstraße). Zudem wurden aus Richtung Erfurt, nördlich der Einfahrtskurve in den Hauptbahnhof, die drei Hochbunker A 1 Nutzweg, A 2 Nutzweg und A 3 Am Wasserturm errichtet (der Bunker A 3 besteht heute noch). Sie wurden in dichter Folge entlang der Bahnlinie positioniert, obwohl das Gebiet im heutigen Stadtteil Bergl damals nur wenig bebaut war, da die Bunker auch Zugreisenden dienten, die von einem Luftangriff überrascht wurden. Während Luftangriffen fuhren die Züge aus dieser Richtung nur bis zum Bahnhof Oberwerrn. Reisende mussten dann in die Stadt laufen. Wegen der starken Beschädigungen der Gleisanlagen des Hauptbahnhofs wurde im August 1944 unweit westlich eine Umgehungskurve gebaut, die die bestehende Kurve der Bahnstrecke Schweinfurt–Meiningen (Teil der Strecke Berlin–Stuttgart) zu einem Gleisdreieck ergänzte. Genutzt wurde die neue Kurve nur von Güter- und Militärzügen. Das Bahnhofsareal mit den Gleisanlagen war bei Kriegsende von Bomben zerpflügt, wurde aber schnell wieder instand gesetzt.

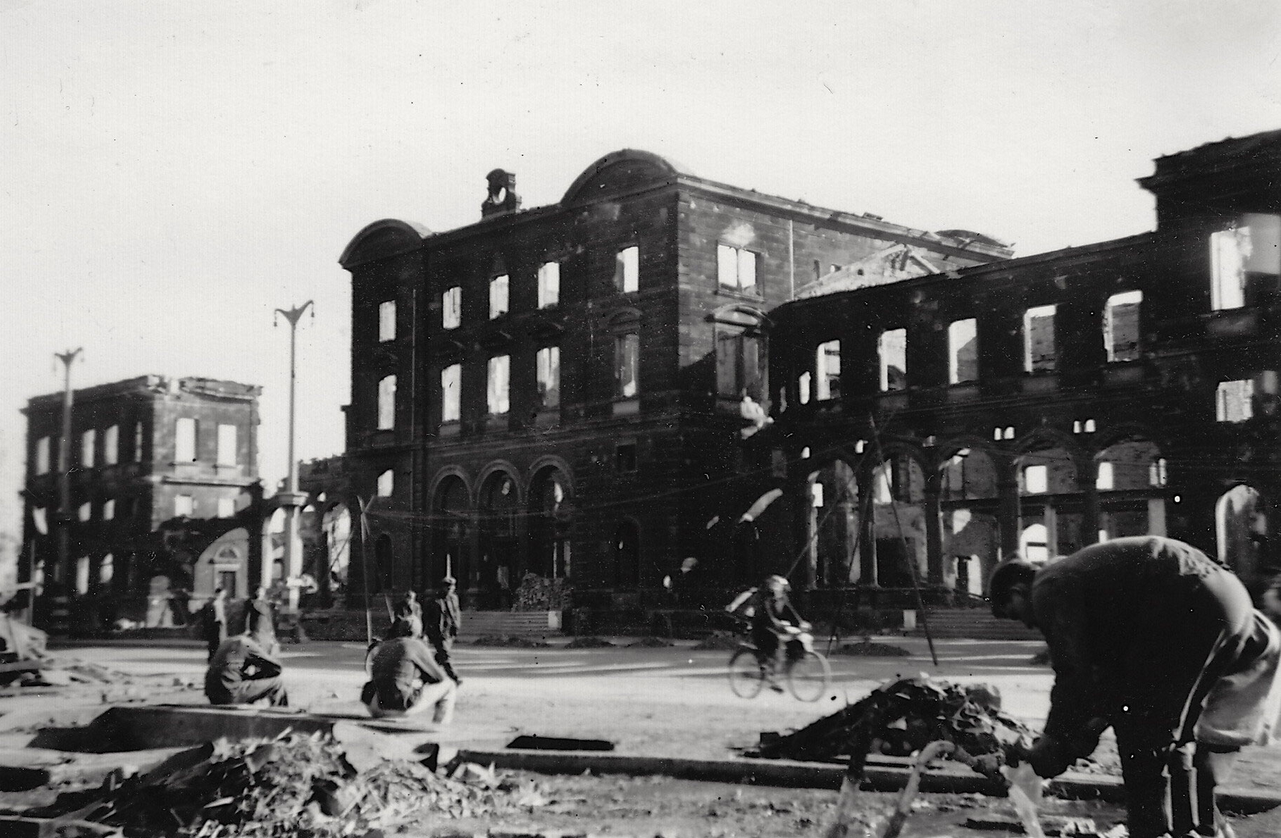
Bahnhofs-Portal in der Hauptbahnhofstraße nach dem Black Thursday
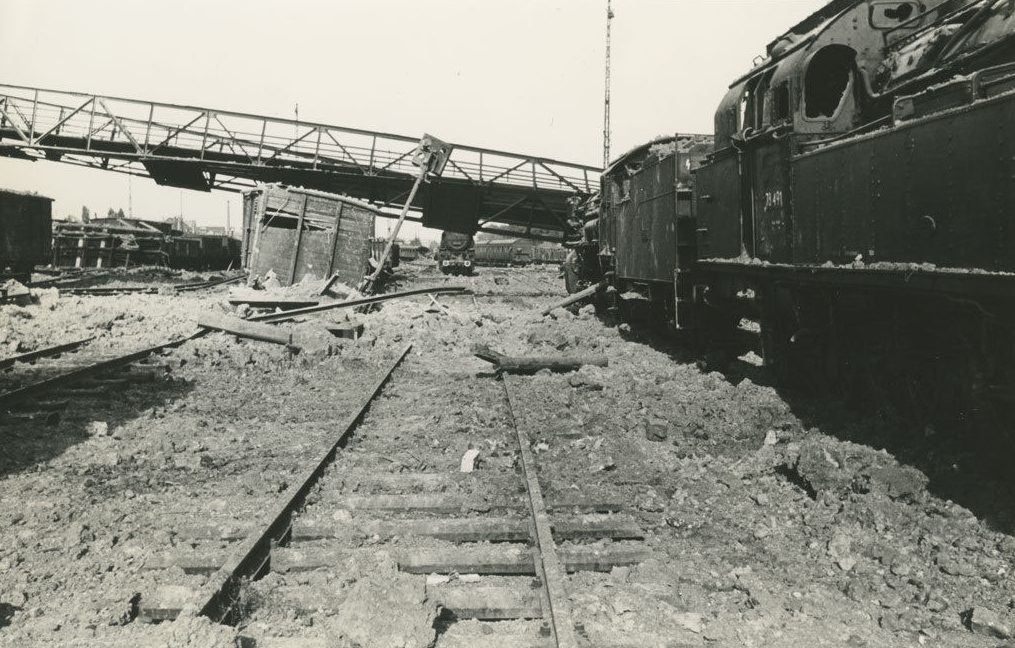
Zerstörter Fußgängersteg im Mai 1945
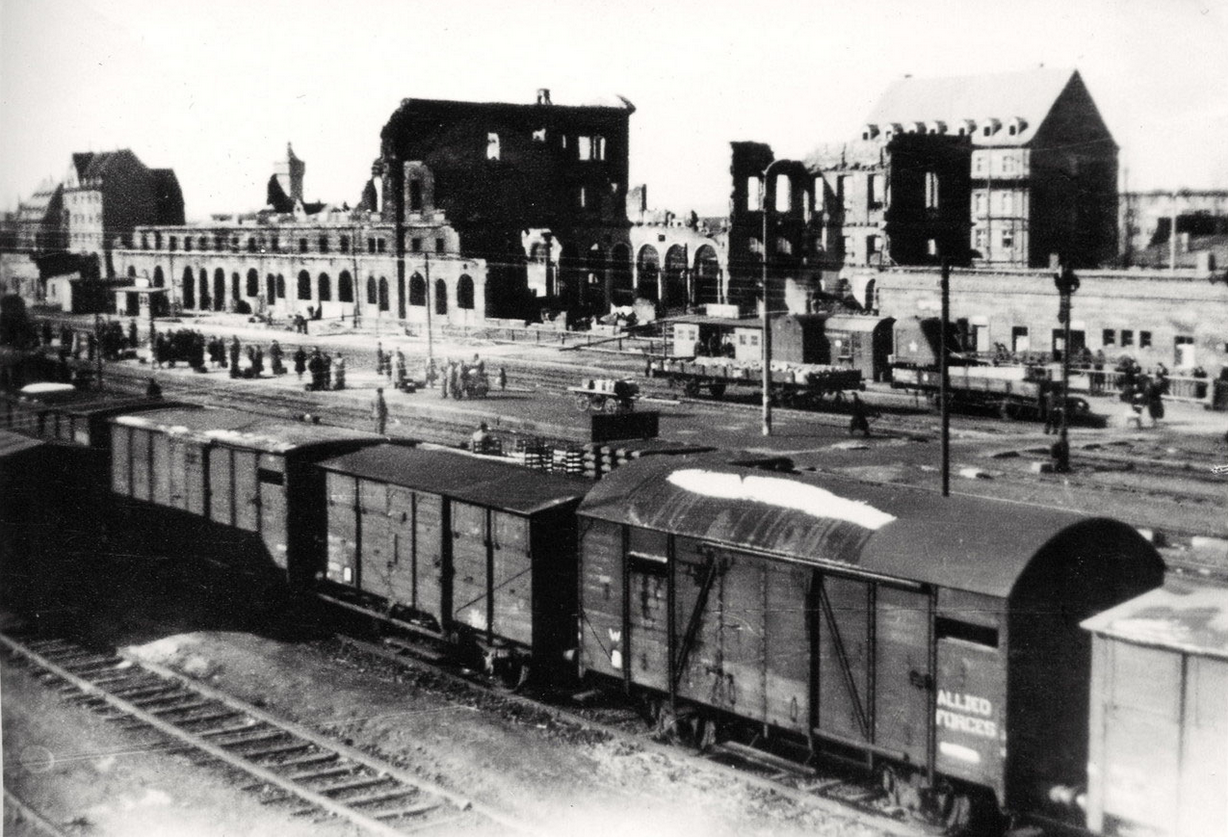
Wieder instand gesetzte Gleise kurz nach dem Krieg

### Deutsche Teilung

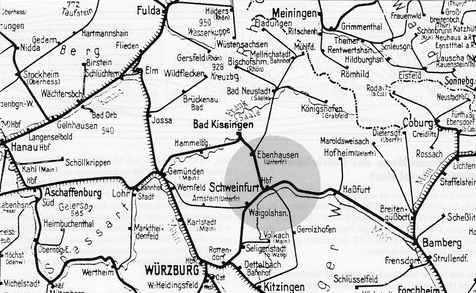
Kursbuchkarte Raum Schweinfurt 1946. Die einstige Schnellzug-Strecke nach Berlin war nun an der Zonengrenze bei Meiningen unterbrochen, wo der Fernverkehr aus Berlin jetzt endete

Der Hauptbahnhof war nun aufgrund der deutschen Teilung, in deren Folge die Bahnstrecke Schweinfurt–Meiningen zwischen Mellrichstadt und Rentwertshausen unterbrochen wurde, vom Fernverkehr in Nord-Süd-Richtung abgeschnitten. Von 1947 bis 1950 wurde das zweite Gleis auf dieser Strecke in Westdeutschland zwischen Schweinfurt und der Innerdeutschen Grenze abgebaut. In Schweinfurt verblieben während der deutschen Teilung lediglich Fernverbindungen zwischen Südwestdeutschland und Hof (Saale) mit Kurswagenverbindungen bis nach Dresden, trotz der großen Bedeutung der Kugellagerindustrie Schweinfurts mit den Herstellern FAG Kugelfischer, Fichtel & Sachs und SKF, die damals zu den 100 größten Konzernen Deutschlands gehörten.1973 wertete die Deutsche Bundesbahn die Verbindungen etwas auf, indem sie auf der Relation Hof – Bamberg – Schweinfurt – Heidelberg DC-Züge einführte. Die letzten DC-Züge wurden jedoch bereits 1978 wieder in normale Schnellzüge umgewandelt.
1961 wurde die Umgehungskurve an der westlichen Zufahrt zum Hauptbahnhof mangels Bedarf wieder abgebaut. Ende der 1960er Jahre war angedacht, die unter den Gleisen bestehende Fußgängerunterführung nach Norden zu verlängern, unter der Hauptbahnhofstraße hindurch bis zum nördlichen Gehsteig an der heutigen AOK mit den Stadtbushaltestellen Richtung Bergl (Linie 11) und Oberndorf (Linie 12). Die Idee wurde nicht umgesetzt. 1971 wurde die Bahnstrecke Bamberg–Schweinfurt-Gemünden elektrifiziert, ein Jahr später folgte die Strecke nach Würzburg. Die Nebenbahnen im Raum Schweinfurt, auf denen noch bis 1970 die im Bahnbetriebswerk Schweinfurt stationierten letzten von den Königlich Bayerischen Staatseisenbahnen beschafften Lokalbahnlokomotiven der Baureihe Bayerische GtL 4/4 (ab 1968 DB-Baureihe 098) eingesetzt wurden, stellte die Bundesbahn in dieser Zeit schrittweise auf Dieseltriebfahrzeuge um, was letztlich zur Schließung des Bahnbetriebswerks Schweinfurt führte, dessen Dampflokomotiven 1974 noch den größten Bestand der Eisenbahndirektion Nürnberg darstellten. Sie wurden letztmals 1975 eingesetzt. 1981 wurde das Bahnbetriebswerk Schweinfurt aufgelöst, die beiden Ringlokschuppen wurden abgerissen. Die letzte Schweinfurter Lokalbahnlokomotive, die 98 886, wurde von der Stadt Schweinfurt erworben und von 1979 bis 1998 als Denkmal vor dem Hauptbahnhof aufgestellt. Anschließend wurde sie als Leihgabe der Stadt für das Fränkische Freilandmuseum Fladungen wieder aufgearbeitet und fährt seitdem Museumszüge auf der Bahnstrecke Mellrichstadt–Fladungen.

### Deutsche Wiedervereinigung

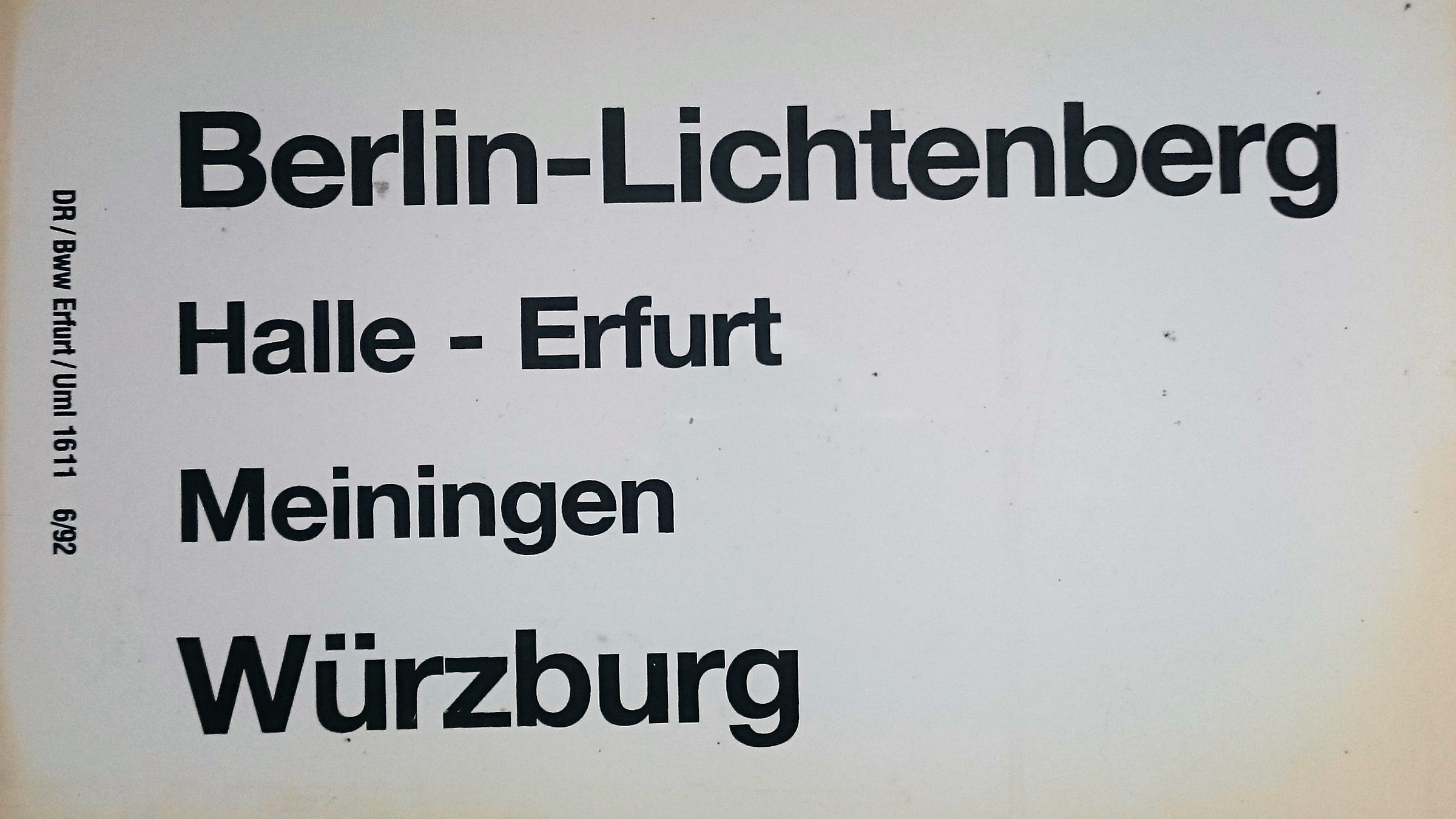
Zugzielanzeiger der Deutschen Reichsbahn (DR) von 1992: Schnellzug Berlin–Erfurt–Schweinfurt–Würzburg

Kurz nach der deutschen Wiedervereinigung wurde die Bahnstrecke Schweinfurt–Meiningen durchgehend wiedereröffnet, als Teil der einstigen Berlin–Stuttgarter Schnellzug-Strecke. Kurze Zeit später verkehrten über den Schweinfurter Hauptbahnhof, wie einst vor dem Zweiten Weltkrieg, wieder Schnellzüge der Deutschen Reichsbahn. Zunächst mit der neuen Verbindung Berlin-Lichtenberg – Halle – Erfurt – Meiningen – Schweinfurt – Würzburg. 1993 wurden kurzzeitig das Schnellzug-Paar 2152/2153 Würzburg–Schweinfurt–Berlin sowie das Schnellzug-Paar 2154/2155 Würzburg–Schweinfurt–Cottbus angeboten. Bereits ein Jahr später wurde die Reichsbahn-Verbindung nach Cottbus wieder aufgegeben und von der Deutschen Bahn durch das Interregio-Zugpaar IR 2204/2205 Würzburg–Schweinfurt–Berlin ersetzt. Im Jahresfahrplan 1995/96 war bereits nur noch der IR 2013/2014 Binz/Stralsund–Schweinfurt–Würzburg verblieben, der ein Jahr später wieder auf einen vormaligen Laufweg der Reichsbahn Würzburg–Schweinfurt–Berlin als IR 2202/2203 Rennsteig reduziert wurde. Zum Fahrplan 1997/98 wurde der Zuglauf auf Stuttgart–Würzburg–Schweinfurt–Erfurt abgeändert und 2001 ganz eingestellt.
Die Deutsche Bahn zeigte keinen Willen, Fernverkehr auf dieser Strecke beizubehalten, obwohl sie durch die deutsche Mitte Berlin und Stuttgart auf kürzesten Weg miteinander verbindet. Die Ablehnung der allgemein erwarteten Intercity-Verbindung begründete die Deutsche Bahn mit einem Weichenproblem am Würzburger Hauptbahnhof. Der Schweinfurter Hauptbahnhof wird somit seit 2001 zum zweiten Mal nicht mehr vom Fernverkehr bedient.

### Gegenwart

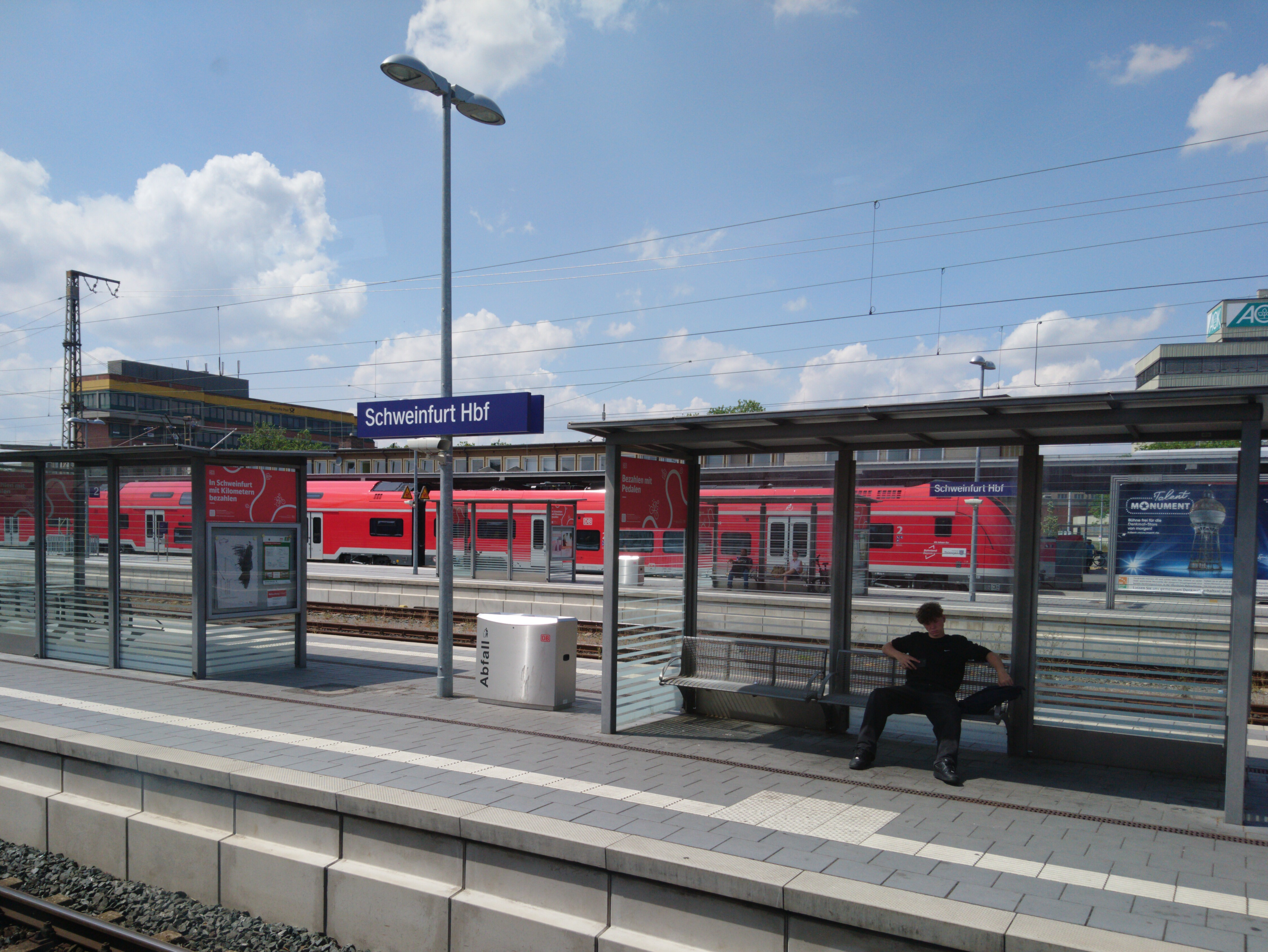
Blick über die Bahnsteige. Im Hintergrund links das Postgebäude aus den 1980er Jahren, rechts die AOK, dazwischen liegt der große Bahnhofsplatz

Der Bahnhof wurde, mit Ausnahme des Empfangsgebäudes, von 2016 bis 2019 für insgesamt 10,5 Mio. Euro umfassend modernisiert und barrierefrei ausgebaut. Fußgängerunterführung und Bahnsteige sind nun neben Treppen auch über drei neue Aufzugsanlagen erreichbar. Ein taktiles Bodenleitsystem (Blindenleitsystem) wurde eingebaut.
2019 wurde die neben den Gleisen neu erstellte Unterführung-West für Radfahrer und Fußgänger in die Gleistrasse eingeschoben.
Obwohl Schweinfurt mit 76,2 % (2017) die zweithöchste Einpendlerquote Deutschlands besitzt und 39.600 Menschen täglich zur Arbeit in die Stadt pendeln, dazu Tausende Schüler, Studenten und Einzelhandelskunden aus einem weiten Umfeld, zählt der Hauptbahnhof derzeit (Stand 2021) nur 7.000 Reisende und Besucher pro Tag. In neuerer Zeit wurde kritisiert, dass der Bahnhof ein Schattendasein führe. Als Ursachen wurden die große Entfernung zur Innenstadt und eine schlechte Einbindung ins Liniennetz der Stadtbusse genannt, was seit 2019 zu politischen Kontroversen führte.
Seit dem 1. Januar 2025 ist die Stadt Schweinfurt Mitglied im neuen Verkehrsverbund Nahverkehr Mainfranken, der erstmals einen einheitlichen Tarif für Bahn- und Busverkehr in Schweinfurt bietet.

## Personenverkehr

### Lage im Netz

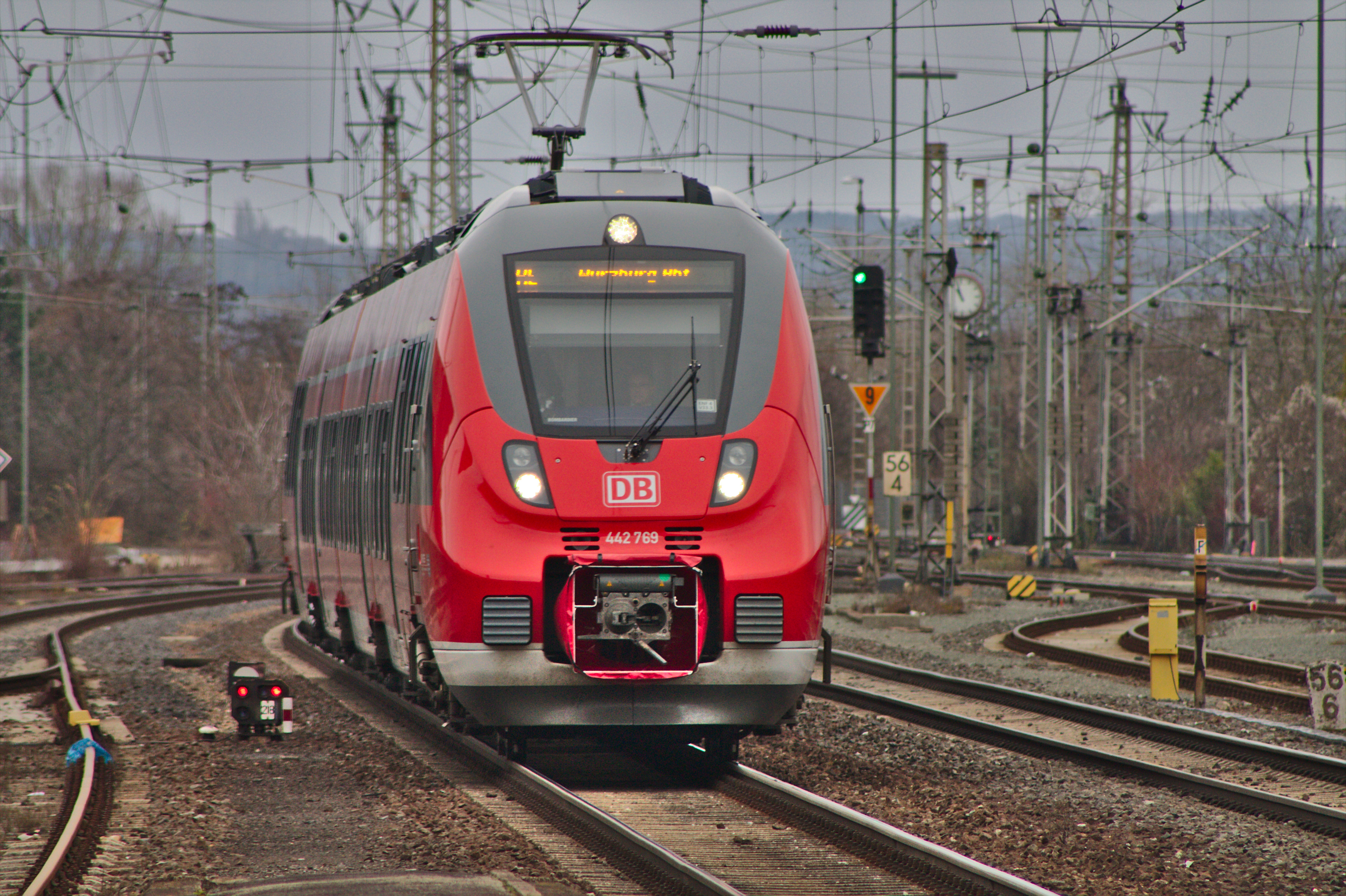
Ostkopf des Hauptbahnhofs

Obwohl der Schweinfurter Hauptbahnhof derzeit (Stand 2021) nicht vom Fernverkehr bedient wird, ist er gut ins Netz eingebunden. Mit seiner Lage in der deutschen Mitte und in der Mitte des Schienenkreuzes Frankfurt a. M. / Erfurt / Nürnberg / Stuttgart mit seinen vier wichtigen ICE-Bahnhöfen.
| Eingleisig via Bad Kissingen/Gemünden                    | Eingleisig/Trasse zweigleisig¹ via Erfurt   | Eingleisig via Stadtlauringen ²                 |
| Eingleisig elektrifiziert via Gemünden (Frankfurt a. M.) | Kompassrose, die auf Nachbargemeinden zeigt | Zweigleisig elektrifiziert via Bamberg/Nürnberg |
| Zweigleisig elektrifiziert via Würzburg/Stuttgart        | Eingleisig via Kitzingen³                   |                                                 |

¹ Bahnstrecke Schweinfurt–Meiningen, zweites Gleis von 1947 bis 1950 in Folge der deutschen Teilung abgebaut
² Bahnstrecke (Schweinfurt)–Rottershausen–Stadtlauringen, Personenverkehr 1959 und Güterverkehr 1960 eingestellt, Strecke 1961 abgebaut
³ Bahnstrecke Kitzingen–Schweinfurt, derzeit nur Güterverkehr innerhalb Schweinfurts. Personenverkehr 1987 eingestellt – Initiative für eine Reaktivierung
Der Hauptbahnhof ist mit täglich 168 Nahverkehrszügen (Regionalexpress und Regionalbahn, 2017) der wichtigste regionale Verteilerknoten für Unterfranken und insbesondere für Mainfranken aufgrund seiner zentralen Lage in der Region. Im Würzburger Hauptbahnhof verkehren zwar täglich 190 Nahverkehrszüge, aber aufgrund seiner mainfränkischen Randlage bedienen viele Züge Mittelfranken und Baden-Württemberg. Hingegen gibt es in Schweinfurt bis voraussichtlich 2028 keinen Fernverkehr. Allerdings bestehen mit einmaligem Umstieg in den nahegelegenen ICE-Stationen Würzburg und Bamberg, die beide an Schnellfahrstrecken liegen, sehr gute Fernverkehrsanbindungen. So ist beispielsweise Berlin Hauptbahnhof von Schweinfurt aus in 3 Stunden und 25 Minuten erreichbar mit Umstieg in Bamberg in den ICE über die Hochgeschwindigkeitsstrecke.

### Fernverkehr
Der Hauptbahnhof wird seit 2001 nicht vom Fernverkehr bedient (siehe: Geschichte, Deutsche Wiedervereinigung).
Im Jahr 2015 plante DB Fernverkehr, Schweinfurt ab Dezember 2028 wieder in das Intercity-Netz im Rahmen der Fernverkehrsoffensive 2030 einzubinden. Vorgesehen war eine IC-Linie Bamberg–Schweinfurt–Würzburg–Stuttgart–Tübingen.
Der Landkreis Bad Kissingen schlug mit dem Projekt Schienenverkehrs-Entwicklungsachse Fulda–Bad Kissingen–Schweinfurt–Würzburg eine Neubaustrecke für den Fernverkehr von Schweinfurt zum ICE-Bahnhof Fulda vor. Die technische Umsetzung soll geprüft werden. Für die Entwicklungsachse sprach sich auch die Industrie- und Handelskammer Würzburg-Schweinfurt aus. Langfristiges Ziel sei, das Projekt bis spätestens 2030 soweit auszuarbeiten, dass es in den Bundesverkehrswegeplan aufgenommen wird.

### Regionalverkehr
Der Hauptbahnhof wird von folgenden Linien im Regionalverkehr bedient:
| Linie | Verlauf | Verlauf | Taktfrequenz | Fahrzeugmaterial                   |
| --- | --- | --- | --- | ---------------------------------- |
| RE 54 | Main-Spessart-Express (MSX) Frankfurt am Main – Maintal – Hanau – Aschaffenburg – Würzburg – Schweinfurt – Haßfurt – Bamberg (– Lichtenfels)                                      | Main-Spessart-Express (MSX) Frankfurt am Main – Maintal – Hanau – Aschaffenburg – Würzburg – Schweinfurt – Haßfurt – Bamberg (– Lichtenfels)                                      | Zweistundentakt | Baureihe 445 (Twindexx Vario)      |
| RE 55 | Freizeit Express Frankenland Frankfurt am Main – Offenbach – Hanau – Aschaffenburg – Schweinfurt – Haßfurt – Bamberg                                                              | Freizeit Express Frankenland Frankfurt am Main – Offenbach – Hanau – Aschaffenburg – Schweinfurt – Haßfurt – Bamberg                                                              | zwei Zugpaare am Wochenende | Baureihe 445 (Twindexx Vario)      |
| RE 55 | Main-Spessart-Express (MSX) (Frankfurt – Offenbach – Hanau –) Aschaffenburg – Würzburg – Schweinfurt – Haßfurt – Bamberg                                                          | Main-Spessart-Express (MSX) (Frankfurt – Offenbach – Hanau –) Aschaffenburg – Würzburg – Schweinfurt – Haßfurt – Bamberg                                                          | einzelne Züge | Baureihe 445 (Twindexx Vario)      |
| RE 20 | Franken-Thüringen-Express Würzburg – Schweinfurt – Bamberg – Hirschaid – Forchheim – Erlangen – Fürth – Nürnberg                                                                  | Franken-Thüringen-Express Würzburg – Schweinfurt – Bamberg – Hirschaid – Forchheim – Erlangen – Fürth – Nürnberg                                                                  | Zweistundentakt | Baureihe 442 (Talent 2)            |
| RE 7 | Mainfranken-Thüringen-Express Würzburg – Schweinfurt – Ebenhausen – | Mellrichstadt – Grimmenthal – Suhl – Erfurt | Zweistundentakt | Baureihe 612 (RegioSwinger)        |
| RE 57 | Mainfranken-Thüringen-Express Würzburg – Schweinfurt – Ebenhausen – | Bad Kissingen | Zweistundentakt | Baureihe 612 (RegioSwinger)        |
| RB 53 | Mainfrankenbahn (Schlüchtern – Jossa – Gemünden –) Würzburg – Schweinfurt – Haßfurt – Bamberg                                                                                     | Mainfrankenbahn (Schlüchtern – Jossa – Gemünden –) Würzburg – Schweinfurt – Haßfurt – Bamberg                                                                                     | Zweistundentakt | Baureihe 440 (Coradia Continental) |
| RB 53 | Mainfrankenbahn (Jossa – Gemünden – Würzburg – Schweinfurt –) Haßfurt – Bamberg                                                                                                   | Mainfrankenbahn (Jossa – Gemünden – Würzburg – Schweinfurt –) Haßfurt – Bamberg                                                                                                   | Zweistundentakt | Baureihe 440 (Coradia Continental) |
| RB 40 | Unterfranken-Shuttle Schweinfurt Stadt – Schweinfurt Mitte – Schweinfurt – Ebenhausen –                                                                                           | Bad Neustadt (– Mellrichstadt – Meiningen) / – Grimmenthal | Stundentakt | Baureihe 650 (Regio-Shuttle)       |
| RB 50 | Unterfranken-Shuttle Schweinfurt Stadt – Schweinfurt Mitte – Schweinfurt – Ebenhausen –                                                                                           | Bad Kissingen (– Hammelburg – Gemünden) | Stundentakt | Baureihe 650 (Regio-Shuttle)       |
| Main-Spessart-Express; samstags und sonntags fahren zwei Ausflugszüge pro Richtung ohne den Umweg über Würzburg über die Werntalbahn direkt von Gemünden (Main) nach Schweinfurt. | Main-Spessart-Express; samstags und sonntags fahren zwei Ausflugszüge pro Richtung ohne den Umweg über Würzburg über die Werntalbahn direkt von Gemünden (Main) nach Schweinfurt. | Main-Spessart-Express; samstags und sonntags fahren zwei Ausflugszüge pro Richtung ohne den Umweg über Würzburg über die Werntalbahn direkt von Gemünden (Main) nach Schweinfurt. | Main-Spessart-Express; samstags und sonntags fahren zwei Ausflugszüge pro Richtung ohne den Umweg über Würzburg über die Werntalbahn direkt von Gemünden (Main) nach Schweinfurt. | Stand: 13. Dezember 2020           |

Schweinfurt Hbf ist ein Taktknoten, d. h. dort treffen sich jeweils zur vollen Stunde die Züge der drei Hauptstrecken und fahren kurz danach wieder ab. Eingebunden in dieses System sind die drei Regional-Express-Verbindungen (RE) und die Züge der EIB-Linie 4. In Richtung Würzburg und Bamberg entsteht durch Überlagerung von jeweils zwei RE-Linien ein Stundentakt, auf den Strecken nach Bad Kissingen und Meiningen bzw. Erfurt ergibt sich durch stündlich alternierende Fahrten der RE- und EIB-Züge ebenfalls ein stündliches Angebot. Auf der Achse Würzburg–Bamberg wird der RE-Takt durch den zusätzlichen Einsatz von Regionalbahnen ergänzt.

### Planungen

#### Reaktivierung der Steigerwaldbahn
Seit längerer Zeit gab und gibt es diverse Initiativen zur Reaktivierung des Personenverkehrs auf der Bahnstrecke Kitzingen – Schweinfurt Hauptbahnhof, der sogenannten Unteren Steigerwaldbahn oder verkürzt Steigerwaldbahn. Die Strecke wurde bisher von Schweinfurt-Hauptbahnhof bis Großlangheim nicht entwidmet.

#### Reaktivierung der Werntalbahn
Die eingleisige, elektrifizierte Werntalbahn wird derzeit nur für den Güterverkehr genutzt. Eine Anfang der 2020er Jahre von den zuständigen Kreistagen geforderte Reaktivierung des Personenverkehrs wurde auf unbestimmte Zeit verschoben.

### Busverkehr

#### Stadtbusse
Stadtbushaltestellen der Stadtwerke Schweinfurt der Linien 11 (Roßmarkt – Bergl), 12 (Roßmarkt – Oberndorf), 64 (Industriegebiet Süd) und Campus Express (zur Fachhochschule) befinden sich an der Ostseite des Bahnhofsplatzes. Auch Regionalbuslinien verkehren zwischen dem ZOB Bahnhofsplatz und der Innenstadt.

#### Regionalbusse
Ein Regionalbusknoten befindet sich am ZOB am Bahnhofsplatz. Er wird unter anderem von Regionalbussen der Omnibusverkehr Franken (OVF) u. a. von folgenden Linien angefahren:
| - 8130: Schweinfurt – Aidhausen - 8132: Schweinfurt – Ebertshausen/Reichmannshausen - 8134: Schweinfurt – Werneck – Arnstein - 8135: Schweinfurt – Wipfeld – Dipbach - 8136: Schweinfurt – Rannungen - 8137: Schweinfurt – Schwebheim – Volkach - 8139: Schweinfurt – Obbach – Wasserlosen/Wülfershausen - 8148: Schweinfurt – Werneck | - 8156: Schweinfurt – Haßfurt – (Eltmann) - 8160: Schweinfurt – Gerolzhofen – Oberschwarzach - 8165: Schweinfurt – Oberthulba – Hammelburg - 8170: Schweinfurt – Stadtlauringen – Bad Königshofen - 8171: Schweinfurt – Maßbach – Althausen - 9305: Schweinfurt – Herlheim - 9306: Schweinfurt – Untereuerheim – Donnersdorf – Traustadt – Gerolzhofen - 9307: Schweinfurt – Gerolzhofen – Untersteinbach |

#### Fernbusse
Fernbusse halten am Zentralen Omnibusbahnhof (ZOB) am Bahnhofsplatz, mit Verbindungen in viele Städte Zentraleuropas.
Direkte Fernbusverbindungen vom Hauptbahnhof bestehen u. a. zu folgenden Städten:
| - Amsterdam (NL) - Augsburg - Baden-Baden - Berlin - Bielefeld - Bochum - Bonn | - Braunschweig - Chemnitz - Dortmund - Dresden - Duisburg - Düsseldorf - Eger (CZ) | - Erfurt - Essen - Frankfurt am Main - Freiburg im Breisgau - Gelsenkirchen - Göttingen - Isselburg (Grenze NL) | - Halle (Saale) - Hamburg - Hannover - Heilbronn - Jena - Karlsbad (CZ) - Karlsruhe | - Kassel - Köln - Krefeld - Leipzig - Lörrach (Grenze CH) - Magdeburg - Mannheim | - Mönchengladbach - München - Münster - Nürnberg - Osnabrück - Paderborn - Pilsen (CZ) | - Prag (CZ) - Straßburg (F) - Stuttgart - Utrecht (NL) - Wiesbaden - Wuppertal - Zürich (CH) |

Direkte Fernbusverbindungen vom Hauptbahnhof bestehen zu folgenden Internationalen Flughäfen:
- Flughafen Erfurt-Weimar
- Flughafen Frankfurt Main
- Flughafen Leipzig/Halle (Schkeuditz)
- Flughafen Nürnberg
- Flughafen Stuttgart

## Güterverkehr

### Güterbahnhof mit Containerterminal und Stahlumschlag

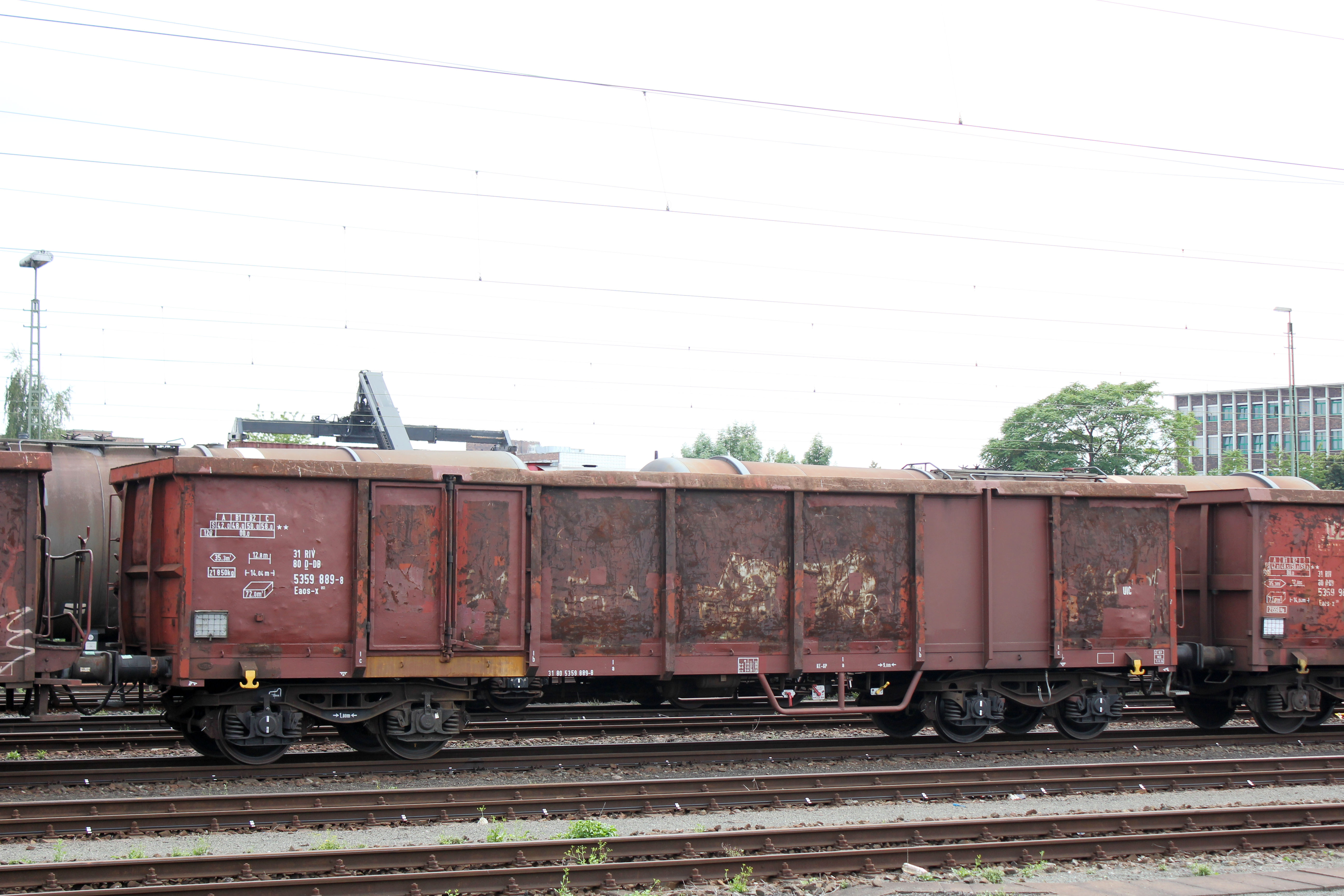
Güterbahnhof. Im Hintergrund ein Reachstacker des Containerterminals

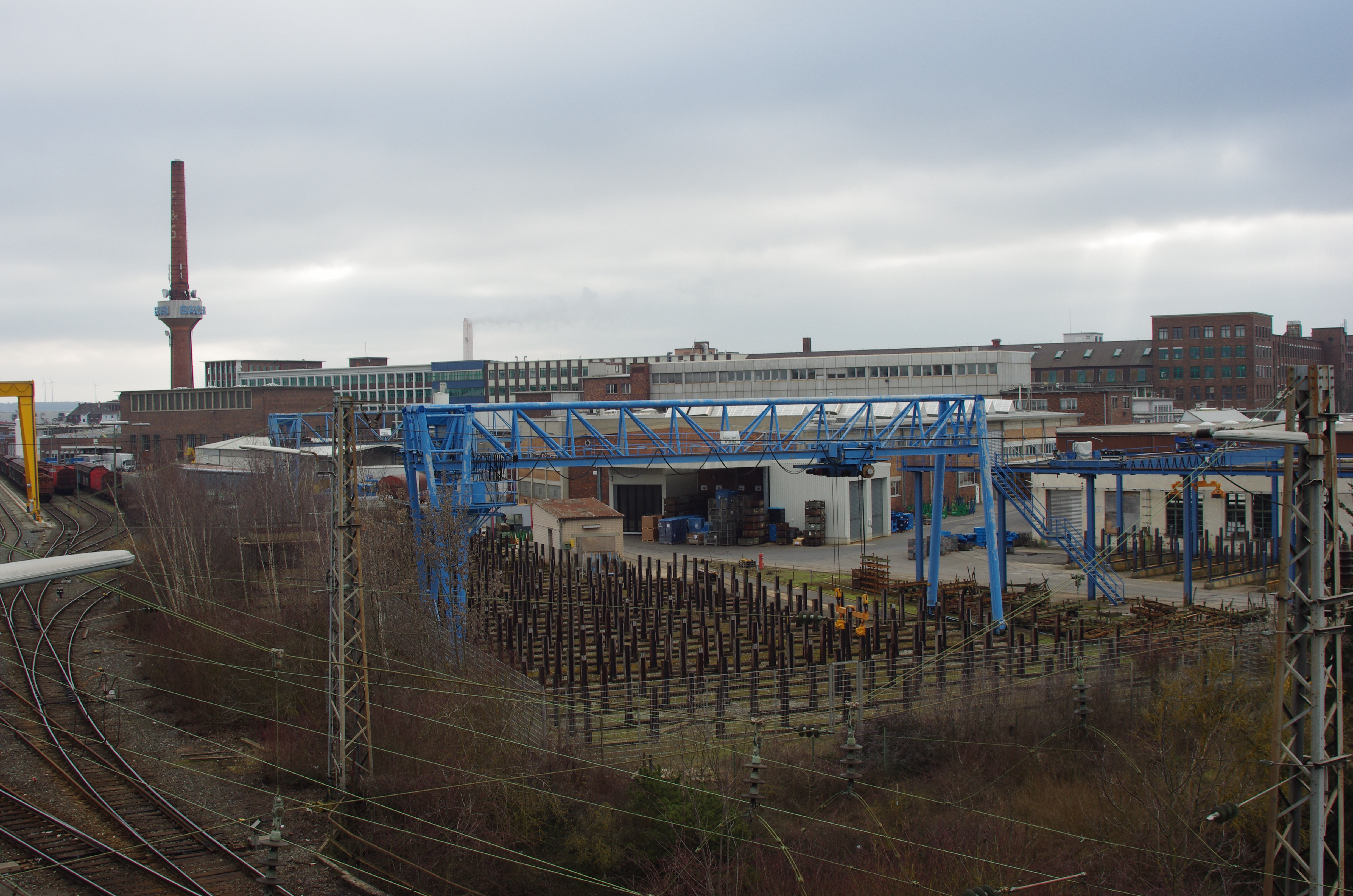
Stahlumschlag und Abzweig der Industriegleise in das Werk Nord der ZF Friedrichshafen AG

Die Firma Translog Transport und Logistik GmbH am Hauptbahnhof-Süd betreibt einen „Railport“ mit Container- und Stahlumschlag (jährlich 10.000 ISO-Container und 150.000 Tonnen Stahl, 2020) für die ansässige Großindustrie (Die Großen Drei: Schaeffler, ZF und SKF). Der Umsatz von Translog beträgt 5 Millionen Euro, bei rund 40 Mitarbeitern (2018). Translog bedient täglich die Seehäfen Hamburg und Bremerhaven. Hier wickelt die Betreibergesellschaft CLS Container Logistics Schweinfurt GmbH (eine Kooperation der Translog mit der CDN Container Depot Nürnberg GmbH) den Transport und Umschlag für Im- und Exportware in Überseecontainern ab. Von Hamburg und Bremerhaven startet der Bremer Hinterlandverkehrsdienstleister Necoss, ein Tochterunternehmen der Elbe-Weser GmbH, viermal in der Woche Linienverkehre nach Schweinfurt. Der Transport auf der letzten Meile zu den Kunden in Mainfranken wird zum allergrößten Teil mit eigenen Sattelschleppern bewältigt.
Translog verfügt über ein bimodales Stahl-Freilager mit Kran- und Hebetechnik, zwei Reachstacker für Container, acht Gleise, klimatisierte Hallen (u. a. eine Coillagerhalle) mit Gleisanschlüssen, Freiflächen und Lagerkapazitäten von rund 20.000 m². Täglich werden bis zu 600 Tonnen Rohstahl entladen. Auch in Überseecontainern wird Stahl angeliefert.
Der Standort wurde für Schienengüterverkehre aller Art ausgebaut, mit Lagern für Industriekunden und Transporten für Schütt- und Silogüter. In Containern importieren viele regionale Kunden Nonfood–Artikel aus Asien. Das zusätzliche Geschäftsfeld Projektlogistik lastet freie LKW- und Railport-Kapazitäten aus. Es verfügt über ein großes Spektrum, von der Beladung von Ganzzügen mit Militärgerät bis hin zur Containerverladung einer kompletten Achterbahn.

### Industriegleise
Auf der Hauptbahnhof-Südseite führen Industriegleise in das Schweinfurter Werk-Nord der ZF Friedrichshafen AG (ehemals Fichtel & Sachs AG) und in das Werk 2 der Schwedischen Kugellagerfabriken (SKF). Am westlichen Ende des Hauptbahnhofs führt ein Industriegleis zum Schweinfurter Bauhof des Wasserwirtschaftsamtes Bad Kissingen.
In das große Stammwerk von FAG Kugelfischer (heute Schaeffler) auf der Hauptbahnhof-Nordseite wurde kein Industriegleis gelegt; es hätte das meterspurige Gleis der von 1895 bis 1921 verkehrenden Schweinfurter Straßenbahn queren müssen.

## Infrastruktur
Der Hauptbahnhof besitzt eine relativ große Infrastruktur mit insgesamt 25 Personen- und Gütergleisen sowie 18 Bahn- und Bussteigen. Das Potenzial wird derzeit (Stand 2021) nicht ausgeschöpft.

### Bahnsteige
| Gleis | Bahnsteighöhe bis 2016 [cm] | Bahnsteiglänge bis 2016 [m] | Bahnsteighöhe seit 2019 [cm] | Bahnsteiglänge seit 2019 [m] |
| ----- | --------------------------- | --------------------------- | ---------------------------- | ---------------------------- |
| 1     | 38                          | 188                         | nicht mehr genutzt           | nicht mehr genutzt           |
| 2     | 38                          | 400                         | 76                           | 210                          |
| 3     | 38                          | 400                         | 76                           | 210                          |
| 5     | 35                          | 360                         | 55                           | 210                          |
| 6     | 35                          | 360                         | 76                           | 210                          |
| 7     | 35                          | 460                         | 76                           | 210                          |
| 8     | 35                          | 460                         | 55                           | 210                          |
| 83    | 32                          | 145                         | nicht mehr zugänglich        | nicht mehr zugänglich        |

Der Hauptbahnhof hatte insgesamt acht Bahnsteiggleise. Durch den Umbau 2016 bis 2019 wurden die Bahnsteigkanten auf sechs reduziert. Die Stumpfgleise direkt vor dem Empfangsgebäude (Gleis 1 und 2) werden gegenwärtig für den planmäßigen Betrieb nicht benötigt, seitdem die Züge aus Richtung Bad Kissingen und Meiningen über den Hauptbahnhof hinaus bis zum näher an der Innenstadt gelegenen Stadtbahnhof verlängert wurden.
Die ehemals acht Bahnsteiggleise für den Personenverkehr lagen an einem Hausbahnsteig (Gleis 1); einem Bahnsteig, der aus einer Kombination von Zungenbahnsteig (Gleis 2 West), Hausbahnsteig (Gleis 3 Ost) und Mittelbahnsteig (Gleis 2 Ost und Gleis 3 West) besteht; einem Mittelbahnsteig (Gleis 5 und 6) und einer Kombination aus einem Mittelbahnsteig (Gleis 7 und 8) mit einem Stumpfgleis im Osten an einem Zungenbahnsteig (Gleis 83). Der Zungenbahnsteig wurde beim Umbau nicht angehoben und ist seitdem nicht mehr zugänglich.
Die Bahnsteige 2, 3, 6 und 7 haben seit 2019 eine Höhe von 55 cm, die Bahnsteige 5 und 8 eine Höhe von 55 cm. Alle Bahnsteige sind durch eine Unterführung über Treppen und Aufzüge barrierefrei erreichbar.
Da Gleis 4 keine Bahnsteigkante besitzt, weil es ohne trennenden Bahnsteig zwischen Gleis 3 und 5 liegt, kann es nur für durchfahrenden Verkehr genutzt werden (Rangier-, Güterverkehr, Sonderfahrten).

### Relaisstellwerk

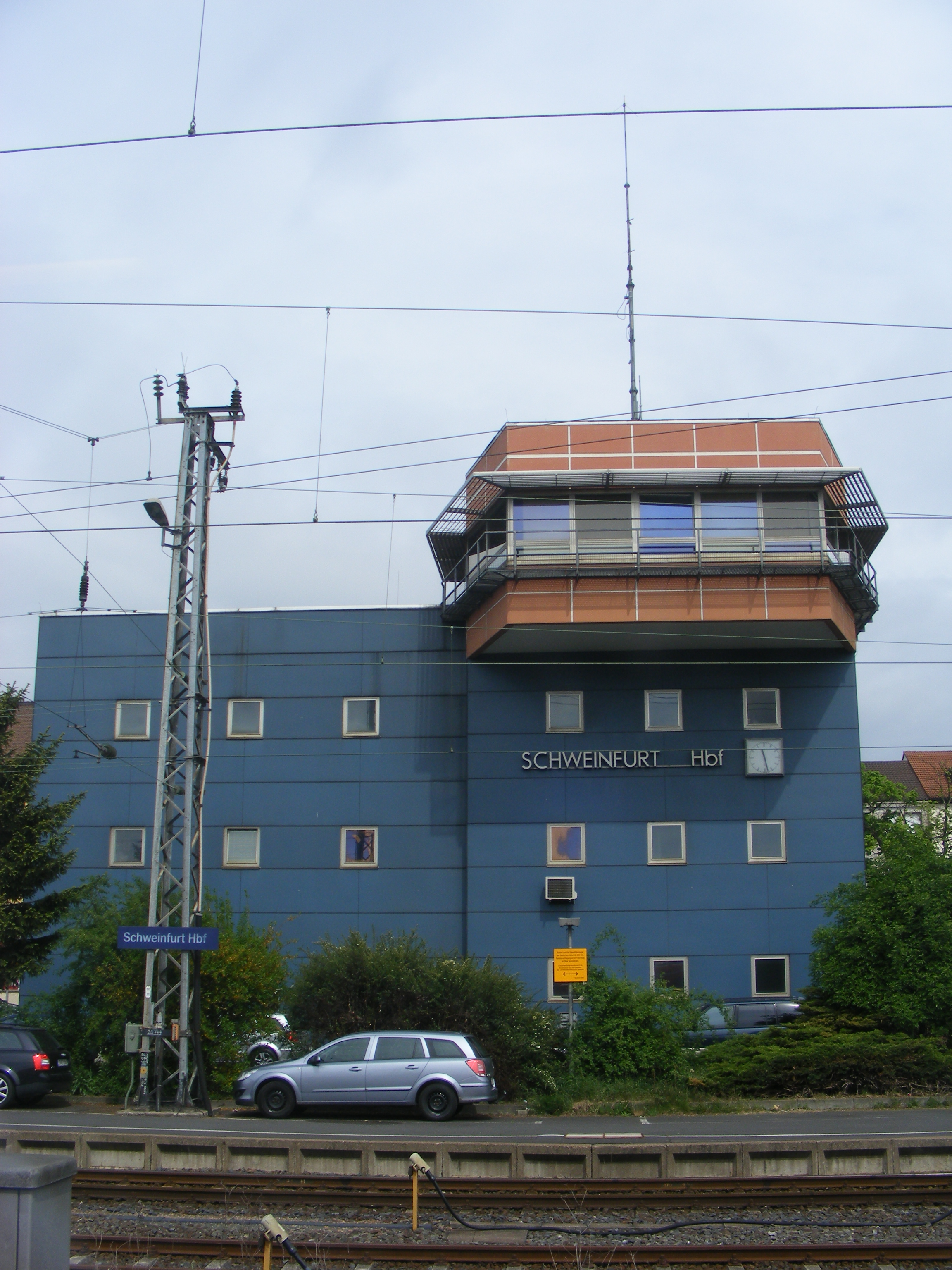
Relaisstellwerk (1976)

Östlich von Empfangsgebäude und Pavillon befindet sich das 1976 in Betrieb genommene Relaisstellwerk der Bauart SpDrL60 der Deutschen Bahn.

### Steg
Die Gleisanlagen werden von einem 180 m langen Fußgängersteg (genannt: Steg) überquert, der die Bahnhofsnordseite mit der Südseite verbindet. Er wurde 1903 errichtet, im letzten Krieg zerstört und danach wieder aufgebaut. Der Steg besitzt keine Aufzüge und ist an beiden Enden nur über Treppen erreichbar. Er wurde für Berufspendler geschaffen und stellt eine Fußgängerverbindung zwischen den Großfirmen im Stadtteil Oberndorf (Hauptbahnhof-Südseite) und den Bahnsteigen (Hauptbahnhof-Nordseite) her.

### Empfangsgebäude
Unweit westlich des zerstörten Empfangsgebäudes errichtete die Deutsche Bundesbahn in den frühen 1950er Jahren einen modernen Zweckbau im für die damalige Zeit typischen Stil. Mit kleiner, eingeschossiger Schalterhalle und 84 Metern Gebäudelänge ist er nur gut halb so lang und mit zwei Geschossen zudem niedriger als sein größerer bis viergeschossiger Vorgänger. Das neue Gebäude mit geringeren Anforderungen, widerspiegelt den Bedeutungsverlust des Bahnhofs, unter anderem als Folge der Deutschen Teilung (siehe: Geschichte). Unmittelbar östlich des Empfangsgebäudes stand ein Pavillon aus selber Zeit, der durch einen modernen Stahl-Pavillon im Stil des 21. Jahrhunderts ersetzt wurde.
Empfangsgebäude und Bahnhofspavillon beherbergen ein Reisezentrum der Deutschen Bahn, die Bahnhofsmission, eine Packstation sowie sechs Geschäfte, Service- und Gastronomieangebote auf insgesamt ca. 700 Quadratmetern Vermietungsfläche. Diese umfassen Autovermietung, Shops, Café und zwei Spielhallen. Zudem bieten Empfangsgebäude und Umfeld die üblichen Ausstattungen und Leistungen eines Bahnhofs der Kategorie 3 an. Im Obergeschoss befinden sich u. a. Büroräume privater Firmen.
Inzwischen gerät das Empfangsgebäude wegen Unansehnlichkeit zunehmend in öffentliche Kritik (siehe: Kritik).

### Omnibusdepot
Die Omnibusverkehr Franken (OVF) unterhält am Hauptbahnhof eines von insgesamt drei Depots.

## Bahnhofsumfeld

### Bahnhofsplatz

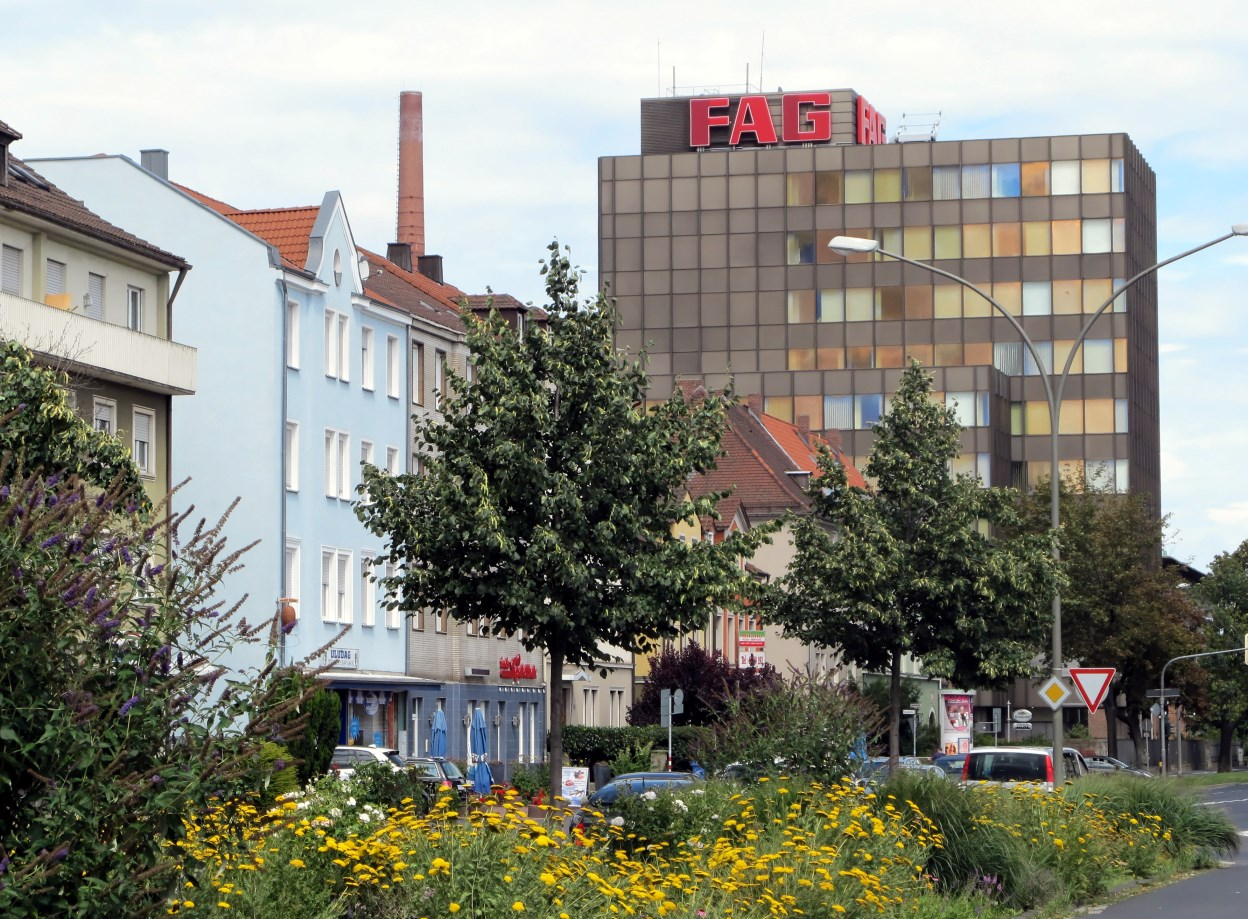
Hauptbahnhof Nordseite:
Hauptbahnhofstraße mit FAG-Hochhaus, heute Schaeffler-Gruppe

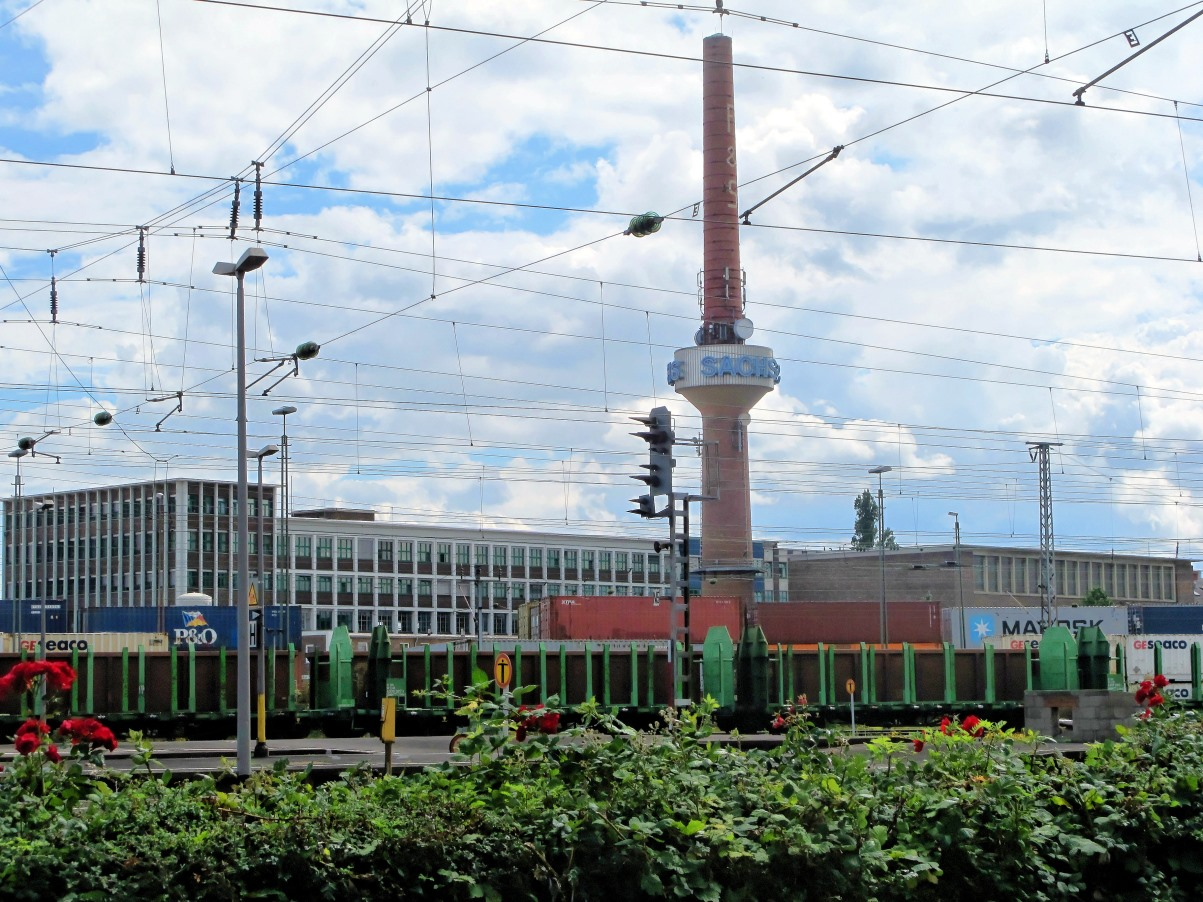
Hauptbahnhof Südseite:
Güterbahnhof mit Containerterminal und ZF Friedrichshafen AG, Werk Nord (vormals Fichtel & Sachs)

In der Nachkriegszeit wurde nördlich des Empfangsgebäudes ein im Mittel ca. 115 × 130 m großer Bahnhofsplatz angelegt. Die drei übrigen Platzseiten wurden sukzessive bis in die 1980er Jahre mit einer meist sechsgeschossigen Randbebauung umgeben.
Siehe auch: Bergl, Bahnhofsviertel

### Hauptbahnhof Nordseite
An der Hauptbahnhof Nordseite liegt das zur Schaeffler-Gruppe gehörende Stammwerk von FAG Kugelfischer, mit dem FAG-Hochhaus.

### Hauptbahnhof Südseite
An der Hauptbahnhof Südseite befindet sich das Schweinfurter Werk Nord der ZF Friedrichshafen AG, vormals Fichtel & Sachs AG (Bild siehe auch: Industriegleise).

### Straßenverkehr
Das 1,2 km lange Gleisfeld des Hauptbahnhofs wird am östlichen Ende (Innenstadtseite) von der sechsspurigen Unterführung-Ost (Bundesstraße 286) begrenzt. Am westlichen Ende wurde die Unterführung-West (heute nur noch Rad- und Fußweg) durch die vierspurige Franz-Josef-Strauß-Brücke (John-F-Kennedy-Ring) ersetzt.

## Kritik
Das Erscheinungsbild des Bahnhofs wurde kritisiert:
„Schweinfurt hat das gleiche Problem wie tausende andere Städte in ganz Deutschland: Es hat einen hässlichen Hauptbahnhof. Es scheint als hätte es in den 50er und 60er Jahren einen Wettbewerb zwischen den Städten gegeben, wer den hässlichsten Hauptbahnhof bauen kann. Wenn Besucher nun in Schweinfurt aussteigen, sind sie erstmal enttäuscht.“
Zudem wurden die zu geringen Parkmöglichkeiten, das Fehlen eines Parkhauses und das Erscheinungsbild des Bahnhofsplatzes kritisiert.

## Videos
- Video: Schweinfurt Hauptbahnhof (11:08)
- Video: Sonderzug (Dampflok) fährt durch den Hauptbahnhof (1:36)